# Sociedade Partenon Literário

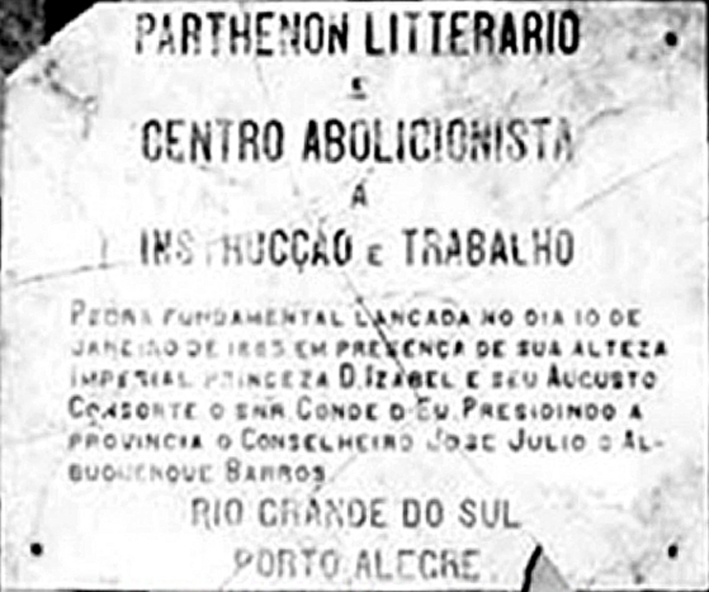
Pedra fundamental da projetada sede de 1885, que nunca foi construída

A Sociedade Parthenon Litterario, mais conhecida simplesmente como Parthenon Litterario, foi uma associação literária brasileira criada em Porto Alegre, a capital do Rio Grande do Sul, considerada a principal agremiação cultural do estado no século XIX.
Surgindo em um período em que as letras estavam em estado embrionário e a população era maciçamente analfabeta, foi a entidade que efetivamente formou e consolidou o sistema literário regional, fundando uma conceituada revista mensal, estimulando a prática da leitura e da criação literária, promovendo a educação do povo com aulas e outras atividades, e organizando saraus e conferências regulares sobre assuntos literários e filosóficos e uma variedade de outros temas relevantes para aquele momento histórico, como a moralização dos costumes, o modelo político nacional, o sistema educativo, a definição da identidade regional, a abolição da escravatura e a emancipação da mulher. Foi um agente principal para a libertação de todos os escravos de Porto Alegre e influiu de forma importante na política e na divulgação do ideal republicano.
Fundado em 1868 por um grupo de cerca de vinte interessados, o Parthenon Litterario chegou a ter mais de 140 membros efetivos e uma rede de colaboradores com mais de 300 pessoas, reunindo boa parte da elite intelectual do estado, tendo como líderes José Antônio do Vale Caldre e Fião e sobretudo Apolinário Porto-Alegre. Levantando a bandeira da regeneração da sociedade através da educação e da literatura, traçando planos ambiciosos, foi louvado em sua época como fonte de importantes avanços culturais e sociais, mas algumas das suas iniciativas fracassaram e a maior parte da sua produção especificamente literária só guarda um interesse histórico, sendo valorizado hoje principalmente pelo seu papel de dinamizador cultural e estruturador do sistema literário, e por ter lançado os fundamentos de uma literatura de caráter regionalista, enaltecendo a figura do gaúcho, o folclore, a história do estado e o cenário campeiro, dentro de uma moldura romântica. O projeto cultural do Parthenon agregou toda uma geração de novos talentos, formou um novo público leitor, suscitou o surgimento de bibliotecas, escolas, associações e publicações literárias em muitas cidades do estado, e as atividades da sociedade oferecem o mais completo retrato da intelectualidade rio-grandense do fim do século XIX.
Cessou suas atividades em torno de 1888 e foi reativado em 1892, funcionando precariamente por mais uns poucos anos. Foi extinto oficialmente em 1899, deixando uma permanente marca na cultura rio-grandense e sendo objeto de muitos estudos críticos, mas sua história e contribuição ainda têm aspectos mal conhecidos ou pouco aprofundados. Em 1997, admiradores do legado da entidade a refundaram com a grafia atualizada de Sociedade Partenon Literário, retomando a prática de sessões regulares, promovendo atividades diversificadas e lançando várias publicações.

## História
A Sociedade Parthenon Litterario foi fundada em 18 de junho de 1868 em Porto Alegre, num período de efervescência social e política, com a Guerra do Paraguai em andamento, as ideias republicanas em expansão e uma forte retomada do movimento abolicionista. A cultura local ainda engatinhava, num contexto que havia sido marcado por uma história de conflitos militares repetidos desde o século XVIII, pela preocupação principal com questões políticas e econômicas, pela educação pobre e pela escassez crônica de recursos. Até o surgimento do Parthenon, poucos jornais haviam sido fundados na província, menos ainda eram as revistas literárias, todas de existência fugaz, e, principalmente através desses raros veículos, circulava uma magra literatura de origem regional, ainda muito modesta e quase toda amadorística, embora já se pressentisse um movimento cultural em formação e houvesse um significativo grupo de intelectuais em atividade em Porto Alegre, Pelotas e Rio Grande, os principais centros urbanos.
Segundo Regina Zilberman, "se as manifestações ocorridas nos anos 30 do século XIX marcam o surgimento da literatura sulina, seu desenvolvimento dá-se lentamente, devendo-se esse vagar às circunstâncias mais primitivas do meio. As cidades eram pequenas, e reduzidos os instrumentos de difusão, somando-se a isto a dependência às diretrizes poéticas oriundas do Rio de Janeiro. A solução encontrada pelos intelectuais foi uma espécie de aliança sob a égide de um jornal literário. Fundaram-se vários periódicos com a finalidade de abrigar os escritores; o primeiro deles, O Guayba, aparecido em 1856, teve vida curta".
A criação do Parthenon Litterario contou com a colaboração de cerca de vinte membros fundadores, mas foi centrada em duas figuras: o médico e escritor José Antônio do Vale Caldre e Fião e o jovem Apolinário José Gomes Porto-Alegre. Caldre e Fião, além de mentor do novo grupo e do constante apoio à iniciativa, emprestou seu prestígio pessoal, pois era autor conhecido, sendo eleito presidente honorário. Já Apolinário foi fundamental pelo seu dinamismo e postura e foi o líder inconteste da sociedade. Segundo Luciana Boeira, sua atividade foi tão dominante que "é praticamente impossível pensar a instituição sem pensar a ação que Apolinário exerceu para sua manutenção". Nas reuniões que antecederam a fundação foi formada uma diretoria provisória, composta de Vasco de Araújo e Silva (presidente), Antônio Ferreira Neves e Aurélio Veríssimo de Bittencourt (secretários); Caldre e Fião, José Bernardino dos Santos, Manuel Pereira da Silva Ubatuba e Hilário Ribeiro de Andrade e Silva (estatutos). O primeiro presidente efetivo foi Firmino Antônio de Araújo.
Aquiles Porto Alegre registrou uma memória dos tempos fundadores:
"Apesar da Guerra do Paraguai nos haver levado a flor da nossa mocidade, ainda assim conseguiu-se formar um grupo de homens de letras. Antes dessa época, um ou outro escritor, no isolamento do seu gabinete, sem permuta de ideias, se entregava à cultura das letras. Caminhavam os nossos intelectuais sem rumo, sem destino certo, distanciados uns dos outros, como se atravessassem um imenso deserto, contando apenas com o seu valor próprio. [...] Eram bem poucos, é certo, mas cada um deles deu, pelo menos, um bom exemplo de coragem. Esses foram os pioneiros que desbravaram o terreno, onde mais tarde se devia erigir um templo inteiramente consagrado às letras. [...] Em torno, então, de Apolinário Porto-Alegre, reuniu-se um grupo de sonhadores, que iam escutá-lo como um oráculo. Em sua residência à Rua Nova, hoje General Andrade Neves, esquina com a Travessa Itapirú, realizaram-se as sessões preparatórias para fundação do Parthenon. Dessa roda de intelectuais faziam parte também: Afonso Luís Marques, Hilário Ribeiro de Andrade e Silva, Francisco Antunes Ferreira da Luz, Aurélio Veríssimo de Bittencourt, Antônio Ferreira Neves, Vasco de Araújo e Silva, José Bernardino dos Santos, Juvêncio Augusto de Menezes Paredes, Francisco de Sá Brito (e o autor do texto aqui reproduzido, Aquiles Porto-Alegre). A inauguração do Parthenon efetuou-se no mesmo sítio em que está a Capela de São José, à Rua de Bragança".

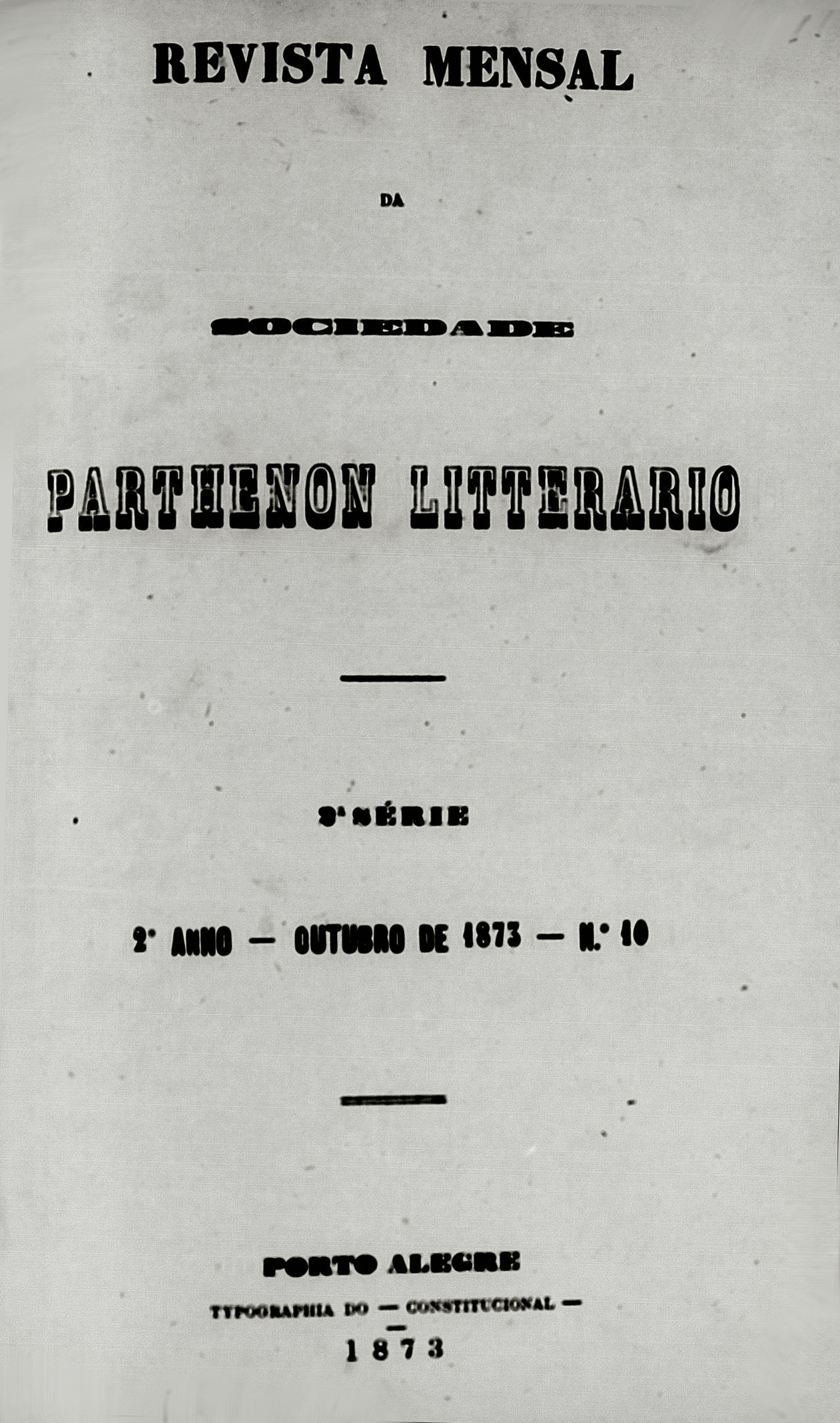
Capa da Revista Mensal do Parthenon Litterario, nº 10, 1873

No ano seguinte, a sociedade já lançava a Revista Mensal da Sociedade Parthenon Litterario, com uma comissão editorial formada por Vasco de Araujo e Silva, Apolinário Porto Alegre, Lúcio Porto Alegre, Aurélio de Bittencourt, Menezes Paredes e Hilário Ribeiro. Sua fundação parece ter encontrado alguma oposição e descrença, e por algumas declarações de Apolinário aparentemente ela só veio à luz após receber o apoio do importante jornalista, militar e ex-deputado Felipe Nery. Com efeito, ela enfrentou dificuldades para se manter e no início de 1870 já sofria a primeira das suas várias interrupções. Mesmo assim, em seu período mais ativo ela contou com agentes de distribuição em numerosas cidades do interior, assegurando a cobertura de praticamente todo o território gaúcho, além de ser distribuída também no Rio de Janeiro e Mato Grosso.
O surgimento do Parthenon se insere na tradição das academias ilustradas, que floresceram na Europa desde o século XVI e que foram imitadas no Brasil. Como elas, o Parthenon permitiu o intercâmbio de informações, textos e ideias entre os membros, que tinham origens, ocupações e vivências diferenciadas, promovendo a circulação de matérias em sua revista própria e em diferentes jornais que percorreram os mais distantes recantos do Rio Grande do Sul, sendo além de um fórum cultural e político, também um importante espaço de socialização, numa época em que tais espaços eram raros na cidade. Porém, essa mesma diversidade, que acrescentou riqueza ao seu legado, foi causa de polêmicas e atritos internos.
A sociedade se interessava fortemente pela educação em geral, montou um museu, uma biblioteca e uma escola noturna, que em 1873 ministrava aulas de francês, inglês, filosofia, retórica, história, geografia, aritmética, álgebra e geometria. O Parthenon propagava os ideais republicanos e promovia também saraus, conferências regulares e debates com temas diversos como a Revolução Farroupilha, casamento, religião, educação, moral, civismo, pena de morte e feminismo, intervindo, como disse Athos Damasceno, "em todos os setores da vida social, em cujo desenvolvimento se aqueceriam as postulações mais avançadas da época. [...] Ao calor dos debates, através da pena e da palavra, a opinião pública passa a inteirar-se e a esclarecer-se, de fato e oportunamente, dos problemas que mais a afetam — a abolição da escravatura, a liberdade de culto, a emancipação da mulher, as urgências da instrução popular, as franquias políticas". O Parthenon também foi um fórum de importância decisiva para a articulação, dentro de uma moldura romântica, da estética regionalista, e para iniciar a consolidação da imagem do gaúcho, tipo humano associado às atividades campeiras, como um símbolo do povo de todo o estado e como uma síntese das suas virtudes morais, espirituais e cívicas ideais. Múcio Teixeira deixou um relato sucinto de suas atividades:

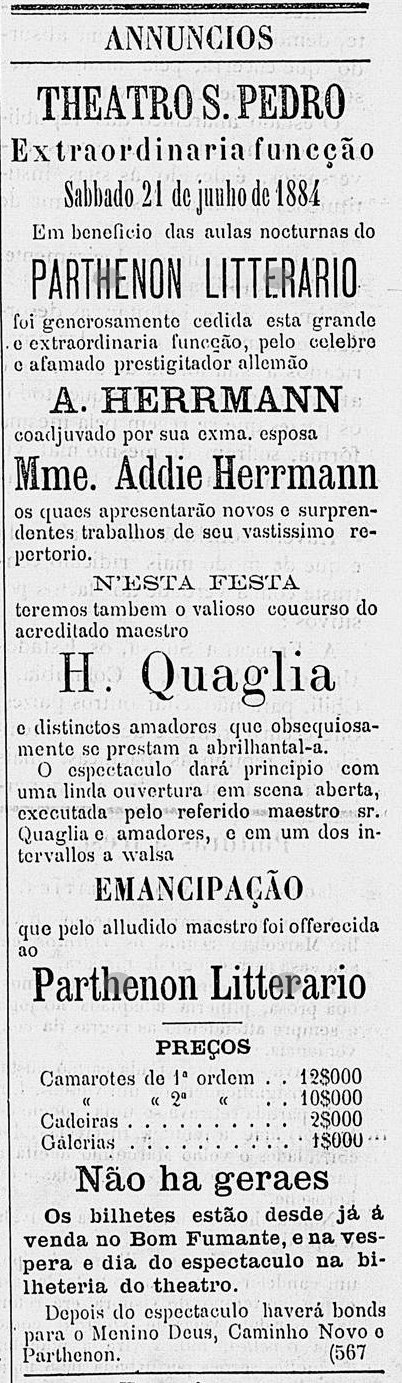
Notícia anunciando realização de uma sessão especial no Theatro São Pedro em benefício das aulas noturnas do Parthenon Litterario em 1884.

"Além da pontual publicação dessa Revista [a Revista Mensal], dava o Parthenon sessões bissemanais (uma privativa dos sócios, a outra franqueada às suas famílias), começando a parte dançante assim que terminava o sarau literário, que principiava por uma conferência de assunto filosófico, artístico, histórico ou de atualidade. Cada um esmerava-se em prender a atenção do auditório com ideias novas, buriladas em caprichoso estilo, conseguindo alguns verdadeiros triunfos de tribuna. Também fazíamos subir à cena, mensalmente, no Theatro São Pedro, dramas e comédias originais dos nossos confrades, sendo os papéis desempenhados por alguns deles com o auxílio de senhoritas da melhor sociedade porto-alegrense. E o produto material desses espetáculos era destinado à libertação dos cativos, que recebiam a carta de liberdade em cena aberta, entre discursos e poesias, palmas e flores, aplausos e bênçãos. [...]
"Na biblioteca do Parthenon estudavam, dia e noite, os sócios menos favorecidos da fortuna, que ali encontravam livros à vontade, pena, papel e tinta para os seus ensaios literários, dando, então àquela ardente e corajosa mocidade a maior expansão à propaganda das ideias novas, que logo encontraram eco nas vozes dos alunos da Escola Militar de Porto Alegre, muitos dos quais conseguiram mais tarde ligar o seu nome aos mais salientes fatos políticos que se desenrolaram desde os últimos anos do Império até depois de proclamada a República".
Sua trajetória foi um tanto acidentada e sua história interna é mal conhecida, mas já em 1872, como mostram as atas deste ano, um dos poucos bem documentados, a instituição passava por uma séria crise. Havia se instalado um clima de discórdia e as críticas dos associados se multiplicavam a respeito de vários aspectos. O bibliotecário era acusado de negligenciar o cuidado com o acervo e de ainda não ter providenciado um catálogo, o tesoureiro não apresentava o balancete, a comissão encarregada de rever os Estatutos estava inerte, havia dívidas pendentes, as sessões eram prejudicadas pela má organização, as eleições para o próximo ano estavam ameaçadas e uns acusavam outros de criar intrigas e de disseminar deliberadamente a confusão. Em dezembro foram expulsos os sócios Aurélio de Bittencourt, João Câncio Gomes e Múcio Teixeira, que fundaram a Sociedade Ensaios Literários. No ano seguinte, cujas atas também sobreviveram, os ânimos parecem ter acalmado, e o interesse principal se voltou para a reorganização da administração e para o projeto da construção de uma sede própria. Em 1879 a Revista Mensal foi reestruturada, sendo publicada como Revista Contemporânea do Parthenon Litterario, mas já não tinha o vigor de antes e foi descontinuada em setembro do mesmo ano.
Ao longo de sua existência funcionou em diversos locais, sem nunca ter tido sede própria. Segundo Sérgio da Costa Franco, pouco depois da fundação a sociedade emprestou seu nome a um empreendimento imobiliário num arrabalde distante do centro, organizado por Fernando dos Santos Pereira, que em contrapartida cedeu ao Parthenon dois terrenos destinados à construção de uma sede. O loteamento se localizava sobre uma alta colina, e o edifício deveria ser uma imitação do Partenon de Atenas, também localizado num monte. Um dos terrenos foi vendido para custear as obras no outro. Em novembro de 1873, numa cerimônia em que estiveram presentes João Pedro Carvalho de Morais, presidente da província, e dom Sebastião Dias Laranjeira, bispo de Porto Alegre, foi lançada a pedra fundamental do edifício, que no entanto não chegou a ser construído, mas bastou para batizar um dos atuais bairros da cidade, o Partenon. Naqueles terrenos hoje se ergue a Igreja de Santo Antônio. Em 1884 foi esboçada a aquisição da sede da Sociedade Bailante Soirée Porto Alegrense, pelo valor de 20 contos de réis, mas a ideia não foi levada adiante. Nesta altura a sociedade se reunia em uma casa na Rua de Bragança.

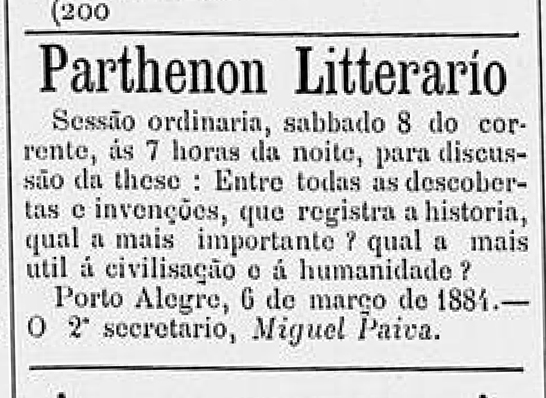
Notícia no jornal A Federação anunciando a realização de uma sessão do Parthenon Litterario em 6 de março de 1884

Outra tentativa deu-se em 10 de janeiro de 1885, quando foi lançada a pedra fundamental de um edifício localizado na Rua Riachuelo, com presença da Princesa Isabel e do Conde D'Eu. O terreno havia sido cedido pelo Governo do Estado. Em janeiro de 1886 foi divulgado um concurso para o projeto, que deveria ter a fachada principal imitando a do Partenon de Atenas, uma sala de sessões e saraus ocupando toda a largura do edifício, a ser decorada luxuosamente, uma sala para a biblioteca, outra para o museu, mais uma para aulas e outra para a prática de artes e ofícios, além de dependências de apoio como um cômodo para o porteiro, depósitos, etc. O prédio teria grandes proporções, atravessando toda uma quadra, com duas fachadas, a principal na Rua Riachuelo e a de fundos na Rua Jerônimo Coelho. O autor do projeto vencedor receberia um prêmio de 300 mil réis. Havia disponível para as obras uma verba de 30 contos de réis. O escolhido foi o projeto do engenheiro João Pünder, mas assim como sucedeu com o primeiro projeto, o segundo também nunca saiu do papel.
Enquanto isso, desde novembro do ano anterior o Parthenon havia se mudado para um palacete na Rua Sete de Setembro nº 49, reabrindo a Escola do Povo, que oferecia na época as matérias de Leitura e Análise de Língua Portuguesa, Caligrafia, Geografia, Francês e Desenho Linear. Contudo, em maio de 1886 aparece notícia na imprensa expressando preocupações sobre o destino da sociedade, e depois não há mais registro da ocorrência de sessões, até então regulares. Em maio e junho de 1888 foram anunciadas duas sessões, as últimas que a imprensa registra. Em abril de 1892 os sócios remanescentes se reuniram na sede do Jornal do Comércio, sob a liderança de Aquiles Porto-Alegre, o último presidente, com o propósito de reativar o Parthenon, sendo convocada uma nova assembleia deliberativa, que se realizou no Theatro São Pedro, sendo escolhida uma comissão para rever os antigos estatutos e providenciar o aluguel de um prédio para sua sede. Uma casa na Rua Nova nº 10 foi alugada, as reuniões reiniciaram e em 14 de setembro deveria ser eleita uma nova diretoria, mas depois seus registros praticamente desaparecem. Segundo Benedito Saldanha, presidente da reencarnação contemporânea do Parthenon, as atividades encerraram definitivamente em torno de 1896, e de acordo com Sérgio da Costa Franco "a sociedade só se dissolveu oficialmente em maio de 1899, conforme circunstanciada notícia do Jornal do Comércio de 24 de maio daquele ano. Mas desde a década anterior entrara em hibernação".
As razões para esse declínio são pouco claras, e podem ter sido múltiplas. Os atritos internos parecem ter sido uma constante, e na década de 1880 Caldre e Fião e outros sócios de destaque já haviam falecido. Autores como Riopardense de Macedo, Cássia Silveira e Carlos Baumgarten acreditam que as dissidências, o esgotamento dos recursos financeiros e o puro envelhecimento da sua proposta foram fatores de peso; para Guilhermino César a acidez das críticas aos burgueses, à nobreza e aos conservadores feitas por alguns membros, acabaram por afastar os que eram tradicionalistas e monarquistas e causaram fissuras mesmo entre os republicanos, e Luis Augusto Fischer pensa que outros aspectos de um contexto político em mudança possam ter sido um fator decisivo:
"Posso avançar algumas hipóteses, que gostaria muito de poder comprovar mediante mais pesquisa documental, que nos falta. Por exemplo: Apolinário e outros do Partenon eram republicanos, mas não eram positivistas. Quando o Partido Republicano Rio-Grandense (PRR) começou a atuar, especialmente com o jornal A Federação, o Apolinário estava com eles, mas me parece que seu temperamento era democrático, profundamente, ao passo que a ideologia dominante entre os chefes do PRR era claramente autoritária. Sabe-se que, em 1893, a casa do Apolinário foi saqueada, houve necessidade de ele fugir para o Uruguai. Então, juntando esses fatos isolados, me parece claro que o Apolinário não teve espaço na nova ordem, ou entre a nova geração republicana, que seria uma aliança valiosíssima".
Seu desaparecimento deixou um vácuo que custou a ser preenchido. Em 1924 o crítico João Pinto da Silva ainda lamentava: "A extinção da benemérita sociedade assinalou a volta de Porto Alegre ao marasmo literário, de que até agora não nos conseguimos emancipar". Por volta de 1925 o terreno destinado à construção de sua sede no morro de Santo Antônio foi doado para a Santa Casa de Misericórdia, apagando-se os últimos traços do Parthenon.
O Parthenon teve mais de 150 sócios efetivos, em sua maioria funcionários públicos, contando com expressivo número de professores, e incluiu políticos, profissionais liberais, atores e três religiosos. Muitos dos membros eram associados a partidos políticos e a jornais. Mais de 300 pessoas estiveram de alguma maneira ligadas à sociedade, embora devido a uma documentação fragmentária seja impossível precisar a extensão da rede de relacionamentos estabelecida pelo Parthenon. Teve como sócios honorários, eleitos para emprestar prestígio à instituição, o presidente da província Antônio da Costa Pinto e Silva, o bispo de Porto Alegre Sebastião Dias Laranjeira, e Manuel Marques de Sousa, conde de Porto Alegre. Além dos já citados no texto, outros membros de destaque foram Alberto Coelho da Cunha (Vítor Valpírio), Lobo da Costa, Apelles Porto Alegre, Aurélio Veríssimo de Bittencourt, Luciana de Abreu, Pedro Antônio de Miranda, João Damasceno Vieira Fernandes, Francisco Xavier da Cunha, Pedro Soledade, Augusto Rodrigues Totta, Joaquim Alves Torres, Dionísio Monteiro, José Carlos de Sousa Lobo, Silvino Vidal, Clarimundo Santos, Argemiro Galvão, Bernardo Taveira Júnior, Bibiano Francisco de Almeida e Carlos von Koseritz.

## Principais áreas de atuação

### Temas
O Parthenon Litterario se ocupou de uma grande variedade de temas candentes na época. Como disse Guilhermino César, "seus generosos mentores quiseram-no espraiado a todos os domínios da inteligência, orientando letras e artes, mitigando injustiças sociais, apontando rumos à organização política". Uma amostra da amplitude dos interesses do grupo foi oferecida por Luciana Boeira em sua análise dos temas mais debatidos no período de 1872-1873:
- identificação dos principais representantes da nacionalidade brasileira no âmbito literário;
- influência do Século de Péricles para a literatura e historiografia;
- identificação da época mais brilhante da história de Roma;
- julgamento do mérito do derramamento de sangue na luta pela liberdade;
- julgamento dos meios empregados para atingir os fins;
- identificação de qual das formas de governo da Antiguidade trouxe mais civilização, qual mais influiu nos tempos modernos e qual foi o ideal de liberdade através da história;
- julgamento do mérito da invasão paraguaia no Rio Grande do Sul em 1865;
- julgamento comparativo do mérito da vida do padre e do soldado;
- julgamento do valor das cruzadas para a vida moderna;
- análise da instituição do casamento na óptica católica e julgamento do mérito da indissolubilidade dos laços para os interesses da sociedade moderna;
- julgamento comparativo da nobreza e generosidade das paixões e sentimentos masculinos e femininos;
- identificação dos melhores meios de combater a influência dos jesuítas sobre o ensino;
- debate sobre a tese da imortalidade da alma;
- identificação das causas da Revolução Farroupilha e julgamento do seu mérito;
- equiparação dos gêneros e julgamento do seu mérito.

No entanto, de modo geral o Parthenon marcou a história do Rio Grande principalmente pela sua atividade nos campos literário, educativo e abolicionista, pelo seu interesse na valorização da mulher e do regionalismo, e pela sua influência política, aspectos que serão desenvolvidos na sequência.

### Literatura
A geração do Parthenon havia se formado dentro de uma tradição educativa de moldes humanistas, estabelecida no Brasil pelos jesuítas e mais tarde pelas aulas régias. Embora na década de 1860 já houvesse um expressivo contingente de protestantes e exíguas minorias de outros credos, a maior parte da população da província se formara como católica. O sistema educativo, ultrapassada a fase da alfabetização básica, era dividido em áreas específicas: Gramática (onde se incluíam Latim e Literatura Portuguesa), Retórica (História e Geografia), Filosofia (Lógica, Ética e Metafísica) e Ciências Experimentais (Física, Química, História Natural, Geometria, Desenho, Aritmética, Trigonometria e Álgebra). Conforme a disponibilidade de mestres, também podiam ser incluídas no currículo aulas de Francês e Grego. Nesses estudos havia uma constante referência a autores da Antiguidade grecorromana, considerados modelares, e por isso a produção literária dos parthenonistas é rica em alusões ao Classicismo e é influenciada pela sua oratória, literatura, mitologia e seus princípios éticos e educativos. Desde a Grécia Antiga o cultivo da virtude estava embutido em seu sistema educativo e era considerado fundamental para a formação de um cidadão perfeito.

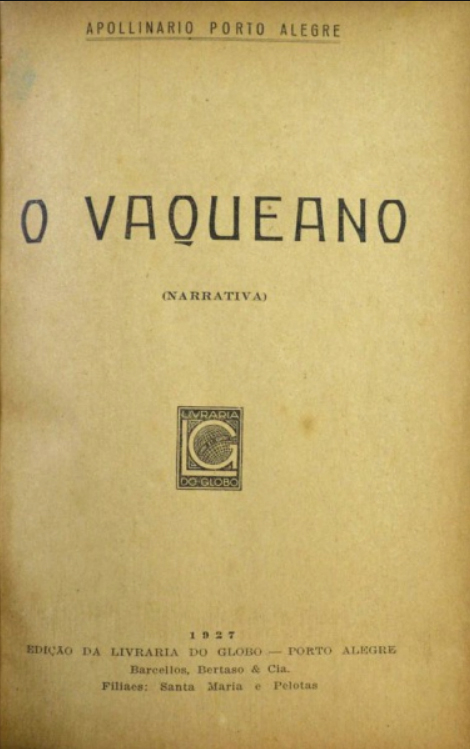
Capa de O Vaqueano (1872) de Apolinário Porto-Alegre, em edição de 1927

Um classicismo literário mais definido apareceu no Brasil no fim do século XVIII com os escritores árcades, uma escola que deixou algumas marcas nos primeiros ensaios da literatura sulina, que só inicia na década de 1830, quando a escola já estava quase esgotada. A evolução foi lenta e a produção local ainda teria de esperar o aparecimento do Parthenon para se firmar definitivamente. Apesar da forte herança clássica carregada pelos seus principais membros, em termos de estilo o Parthenon floresceu principalmente como um grupo romântico, um movimento que, ao contrário do racionalismo, do comedimento, da impessoalidade e da universalidade clássicos, valorizou o indivíduo, as especificidades regionais, a emoção, a independência e o entusiasmo, agindo como um centro de gravidade em torno do qual se articulou um novo interesse pelas raízes, pelos mitos fundadores, pela identidade e história local e seus cenários e tipos característicos, estruturou uma nova literatura regionalista na província e identificou o lugar dela na diversidade do panorama brasileiro, e deu o rumo para boa parte da atividade intelectual, política e ideológica da sociedade, tendo como um dos principais modelos literários a obra de José de Alencar.
Disse Guilhermino César que através das páginas da revista é possível acompanhar mês a mês a mudança de estilo e temática dos membros mais jovens da entidade, que se encaminham para um romantismo nacionalista e regionalista. É preciso observar, contudo, que a tradicional oposição entre o Arcadismo/Classicismo e o Romantismo é mais uma construção historiográfica do que uma realidade objetiva definível com precisão. No século XIX predominava a visão da história como um processo linear e cumulativo, e muitos dos ideais clássicos foram mantidos através de novas leituras, e não simplesmente rejeitados. Guilhermino César chegou a dizer que em sua idealização dos tipos regionais os parthenonistas colocaram-nos numa espécie de Arcádia crioula.
No entanto, no início do século XIX ainda não havia sido bem definida a doutrina da arte pela arte, de modo que a tendência era ver a literatura não apenas como um deleite em si, mas também devia extrapolar a estética e a arte para ter uma função utilitária e social. Qual função seria essa era motivo para muitas polêmicas, mas em geral no Brasil se entendia que devia contemplar a instrução geral e a educação moral. Essa opinião ainda era corrente no fim do século, como exemplifica a fala de um importante escritor, Gonçalves de Magalhães, um dos fundadores do Romantismo nacional, que disse em 1865: "A literatura de um povo é o desenvolvimento do que ele tem de mais sublime nas ideias, de mais filosófico no pensamento, de mais heroico na moral, e de mais belo na natureza". Esse idealismo não impediu que a partir da década de 1850, imitando o exemplo nacional, começasse a proliferar na província, principalmente através da imprensa, uma literatura popular de consumo rápido, que não exigia profundas meditações nem muita educação do público, tendo um caráter sentimental, lúdico, patético ou espetaculoso, ou tratando de variedades, muitas vezes em estilo de folhetim e em boa parte traduzida do francês.
No meio de uma crescente afluência de textos importados, foi uma preocupação do Parthenon incentivar a produção local de literatura, mas, defendendo todo um projeto de regeneração da civilização, a função educativa e moralizante da literatura foi sempre muito enfatizada. Mesmo obras de escritores afamados eram desaconselhadas se pudessem prejudicar a ética e os bons costumes da população, e como se verá mais adiante, a educação moral esteve entre os principais interesses dos parthenonistas. Caldre e Fião, por exemplo, disse que "o agradável deve vir depois do útil e este depois do necessário". O gosto popular teve um bom espaço entre os parthenonistas, e muitos dos textos publicados em sua revista eram amenos e acessíveis, voltados especialmente ao público feminino, embora as obras fossem selecionadas pelos critérios da moral e do valor educativo. Ainda que dentro do programa do Parthenon já houvesse uma forte preocupação em estabelecer o refinamento estético como um elemento central da boa literatura, delimitando melhor seu campo de atuação e seu caráter, para desempenhar sua alta tarefa o literato não podia apenas saber escrever bem, mas devia seguir um código de ética rigoroso, assumindo uma "missão" que muitas vezes era comparada ao sacerdócio ou à carreira das armas, e devia ser um polímata, dominando conhecimentos amplos em uma variedade de matérias, mantendo em vigor muitos dos ideais do "homem de letras" que haviam sido formulados desde o século anterior. Os principais parthenonistas também pretendiam afastar a literatura da política, alegando que podia conspurcar sua pureza, mas na prática isso não ocorreu, entrando em direto conflito com o seu projeto de, através da literatura, modificar os rumos da história, da cultura e da sociedade do Rio Grande, produzindo obras de cunho fortemente ideológico e politizado e estabelecendo alianças com partidos e com políticos para que suas iniciativas fossem levadas a cabo.
O Parthenon desempenhou um papel fundamental na organização estética e diversificação da temática literária, bem como na valorização do literato como um profissional, promovendo a passagem de um sistema de "manifestações literárias" dispersivas para a formação de uma "literatura" propriamente dita, como uma produção contínua e organizada de obras capazes de serem identificadas como parte de um movimento com uma identidade própria e uma função definida. Por esse papel organizador e valorizador e pela consistência e longa duração do seu projeto a sociedade foi reconhecida pelo consenso dos historiadores como a responsável pela fundação de um verdadeiro sistema literário na província, tendo como seu principal instrumento a Revista Mensal, entendendo-se "sistema" como uma organização de agentes e instâncias que incluía um corpo de produtores (escritores e críticos) conscientes de seu papel, um mercado (público leitor), mecanismos de transmissão e reprodução de um código cultural-literário específico, uma rede de distribuição, e um contexto que permitiu a ereção da literatura como um campo autônomo.

#### Revista Mensal
A Revista Mensal da Sociedade Parthenon Litterario foi publicada de março de 1869 a setembro de 1879, com algumas interrupções: de janeiro de 1870 a junho de 1872, de julho de 1876 a junho de 1877, e de meados de 1878 a março de 1879. Dispunha de uma Comissão Editorial formada por seis sócios, com eleições semestrais para mudança ou confirmação dos membros. A cada edição um dos integrantes da comissão assumia a função de editor-chefe, e se responsabilizava pela organização do volume e pela redação de um editorial, a "Crônica Mensal", que apresentava um relatório de atividades da sociedade ou trazia notícias relevantes da província e de fora dela, e por isso são valiosos documentos históricos. A revista era impressa na tipografia do Jornal do Comércio. Athos Damasceno disse que aparentemente ela tinha uma distribuição gratuita, mas em um número de 1875 aparece um valor de subscrição. Talvez a cobrança tenha se tornado em algum momento uma necessidade. Chegou a circular em 25 cidades do Rio Grande do Sul.
A revista não teve a repercussão esperada em seu lançamento, mas em pouco tempo conquistou a estima geral e impôs respeito, sendo regularmente louvada na imprensa pelos benefícios que vinha trazendo ao mundo cultural e à sociedade da província. Um levantamento realizado por Pedro Leite Villas Boas identificou um total de 78 colaboradores, oito deles mulheres. Contudo, o valor dessas contribuições individuais não foi homogêneo, e no conjunto o seu valor especificamente literário foi considerado medíocre ou baixo por Moysés Vellinho, que disse: "Suas páginas, crespas de uma retórica que para nós perdeu de todo o sentido e o gosto, guardam um interesse puramente histórico", ressalvando que "a seu tempo desempenharam uma função considerável, uma função que não pode deixar de ser levada em conta no inventário de nossa evolução literária". Athos Damasceno foi da mesma opinião, analisando que "realmente, embora de escasso ou nenhum valor para as letras, essas páginas, contudo, traduzem vivamente as aspirações da época e atestam o calor, o empenho com que então aqui se procurava responder aos apelos do momento histórico, sintonizando expressivamente com o espírito de renovação dos costumes, das instituições e das ideias já em pleno desabrochar em outras áreas culturais do Brasil".
A revista continha críticas literárias, comentários, editoriais e estudos sobre a história e cultura gaúchas. Discursos proferidos na sociedade eram depois transcritos para a revista, além de contos, narrativas, peças teatrais e poesias. Os textos mais longos eram divididos em diversas partes e publicados ao longo de diversos números. Segundo Alexandre Lazzari, "em sua maioria, os escritores que contribuíram para a revista do Parthenon preferiam escrever contos e poemas sobre os sentimentos e costumes da sociedade urbana, com especial preocupação pela educação moral das moças de família". Trazia em quase todos os números uma biografia de algum personagem ilustre, acompanhada de um retrato, que era apresentado como um modelo de virtude que a juventude deveria imitar. Os escolhidos em geral eram letrados, militares, políticos e professores do passado recente, que haviam se notabilizado não por adesões partidárias ou ideológicas radicais, demonstrando o interesse da sociedade em alcançar o público mais amplo possível. Em um editorial Caldre e Fião ressaltava a função desses textos:
"É mais útil, torno a dizê-lo, gravarmos a virtude, a glória, o heroísmo sobre o bronze ou mármore ou nestas páginas que vão escritas, para lição da mocidade, para modelos das gerações porvindas, do que narrar triunfos fáceis de inteligências felizes que nos sabem dizer nas horas do desfastio, com beleza e graça, o quanto é bela e graciosa a natureza dos nossos pagos, o nosso sol, a nossa lua e as águas doces que nos saciam e as florestas que nos sombreiam e geram cismas melancólicas mas inebriantes em nossa alma".
A crítica literária foi uma das áreas importantes de atuação da Revista Mensal, objetivando formar o gosto do público e ensinando-o a discernir a boa da má literatura. Essa crítica não se restringia aos aspectos puramente literários, mas analisava ainda a qualidade moral das produções, uma vez que a educação ética e cívica da população estava entre as preocupações principais do Parthenon. Essa atividade como árbitros do gosto e da educação se estendia ao teatro, considerado uma escola moral. Vários membros do Parthenon se aventuraram na criação de dramaturgia, com trabalhos publicados na Revista Mensal e efetivamente encenados. Ainda que já estivesse em funcionamento o suntuoso Theatro São Pedro e houvesse uma tradição teatral na cidade, os parthenonistas se preocupavam com o baixo nível das obras apresentadas, que muitas vezes tinham mais um caráter circense ou eram comédias populares. Na análise de Cássia Silveira,
"[O teatro] tinha a vantagem de apresentar aos espectadores, teoricamente, cenas da vida de pessoas comuns e, enfatizando a naturalidade das encenações, também procurava mostrar ao público porto-alegrense comportamentos, gestos, vestimentas e o linguajar mais adequado a cada situação. Assim, o teatro era uma forma de arte muito sintonizada com o tipo de pedagogia exemplar da qual o Parthenon era adepto. [...] Os textos sobre teatro, em geral, firmavam uma hierarquia entre um gosto superior, patriótico e em compasso com a civilização, e outro 'pervertido', que preferia os cavalinhos e as esquetes cômicas. O gosto superior, esse estaria ligado a uma moral igualmente superior, e deveria apreciar um quadro de costumes limpos".
Foi uma publicação estética e ideologicamente eclética e filosoficamente um tanto superficial, refletindo a composição heterogênea da sociedade e os diferentes graus de preparo de seus membros, onde havia conservadores e liberais, monarquistas e republicanos, católicos e maçons, românticos e classicistas, espiritualistas e materialistas, racionalistas, evolucionistas, escolásticos e livres pensadores. A revista foi a principal publicação de caráter literário do Rio Grande no século XIX e um dos principais veículos de consagração para os novos autores. Suas maiores contribuições ao universo literário e cultural sulino foram a estruturação do sistema literário regional, a consolidação da crítica literária como uma atividade profissional específica, autônoma e distinta do jornalismo, e ter sido o veículo de divulgação da literatura regionalista, e permanece como a melhor fonte para o estudo da intelectualidade gaúcha do fim do século XIX. Para Guilhermino César a revista teve o mérito de constituir um espaço regular e consistente para a escrita continuada de uma literatura que se organiza temática e esteticamente, e foi um veículo de importância central para o resgate das tradições locais. Em seu período mais ativo a revista circulava nos quatro cantos do estado. Em 1873 tinha agentes distribuidores em Porto Alegre, Rio Grande, Pelotas, Triunfo, Rio Pardo, Cachoeira do Sul, Encruzilhada, Santa Maria, Passo Fundo, São Borja, São Leopoldo, São Jerônimo, Santo Antônio da Patrulha, Alegrete, São Gabriel, Itaqui, Taquari, Caçapava, São Sepé, Montenegro, Camaquã, Jaguarão, Cruz Alta, Uruguaiana e Torres, e também alcançava o Rio de Janeiro e Corumbá, além de ter sócios-correspondentes nas principais cidades do Brasil. Na síntese de Vinícius Estima,
"Dando continuidade à tarefa iniciada pelos predecessores O Guayba (1856) e Arcádia (1867), o periódico não só amplia o campo de atuação da imprensa literária sulina, como passa a promover a descentralização e unificação da literatura, na medida em que sua circulação atinge as diversas localidades da província. Mais do que promover a divulgação de autores e obras, publicando contos, romances, poesias e demais produções daqueles que, ao longo dos anos, firmar-se-iam como os grandes mentores intelectuais do estado, a ampla divulgação da revista estimula a constituição de um público leitor fiel e atuante, formado tanto pelos colaboradores e membros da própria instituição, como pelos idealizadores de outros grupos e veículos de imprensa que se formam a partir de sua influência".
Segundo alguns autores, como Maria Eunice Moreira e Carlos Baumgarten, uma divergência entre membros do Parthenon teria levado ao surgimento da revista Murmúrios do Guaíba, de efêmera duração, mas não há fontes seguras a respeito e a questão não é clara, parecendo mais provável, de acordo com Mauro Póvoas, que tenha sido criada para preencher o vácuo deixado pela interrupção temporária da Revista Mensal em dezembro de 1869, ambas utilizando-se de idêntica estrutura na divulgação literária. Athos Damasceno lamentou a brevidade da sua existência, comparando-a em qualidade à Revista Mensal.

### Política, estética e regionalismo
Havia pouca unidade de propósitos políticos entre os parthenonistas, mas a maioria estava de alguma maneira politizada e muitos eram filiados ou mantinham ligações claras com partidos. Alguns dos seus principais representantes eram republicanos, especialmente Apolinário Porto-Alegre, que exercia poderosa influência sobre o grupo e seria mais tarde um dos fundadores do Partido Republicano Rio-Grandense. Outros, embora procedentes das fileiras do Partido Liberal, como Caldre e Fião, faziam coro com os republicanos nas queixas contra a política centralizadora do Governo Imperial. A província tinha uma tradição militarista e libertária, que havia atingido um ponto culminante na Revolução Farroupilha (1835-1845), que surgiu a partir de reivindicações de maior autonomia e de pressões econômicas, mas logo evoluiu como um movimento separatista, fundando em parte da província uma efêmera república independente. O sangrento conflito foi reprimindo pelo Governo Imperial, mas chegou a uma solução conciliatória, reintegrando-se os dissidentes à ordem constituída. Em vista disso, por décadas o elemento separatista e republicano foi obscurecido no discurso oficial rio-grandense, mas essas associações voltaram a ser enfatizadas na época de florescimento do Parthenon Litterario e dentro do seu círculo. Vários fatores se imbricaram para a ocorrência desse fenômeno. Na década de 1870 o movimento republicano havia ganhando muito ímpeto no Brasil, e no Rio Grande a revolução passou a sofrer releituras positivas, enaltecendo-se a coragem dos seus promotores, agora vistos como heróis da causa da liberdade, em oposição à monarquia, entendida como fonte de opressão.
Muitos dos parthenonistas eram egressos do extinto Instituto Histórico e Geográfico da Província de São Pedro (IHGPSP), uma filial do Instituto Histórico e Geográfico Brasileiro que havia desaparecido antes da fundação do Parthenon. Já naquela instituição os interesses principais eram a articulação da historiografia regional e sua inserção na historiografia nacional. Caldre e Fião, quando foi orador oficial do IHGPSP, já dizia que a escrita da história era a melhor maneira de colaborar no progresso da nação, pois integrava em uma só disciplina todos os aspectos da vida nacional, permitindo formar uma ideia coerente de sua "marcha civilizatória", identificar suas fontes, traços e metas comuns e assim definir sua verdadeira identidade. Já estava implícito no programa do IHGPSP, como sua contribuição à historiografia do Brasil, valorizar o elemento local, e planejou publicar uma série de biografias de próceres rio-grandenses, fundando a galeria de heróis locais, mostrados ao público como exemplos de virtude cívica e de grandeza moral. A ideia, porém, não vingou, devido ao desaparecimento precoce do instituto. Mesmo que a orientação do Parthenon fosse muito mais literária do que científica, o interesse pela história permaneceu forte, a ideologia do IHGPSP foi largamente continuada, e o projeto da galeria de heróis teve materialização, como já foi visto, nas páginas da Revista Mensal.

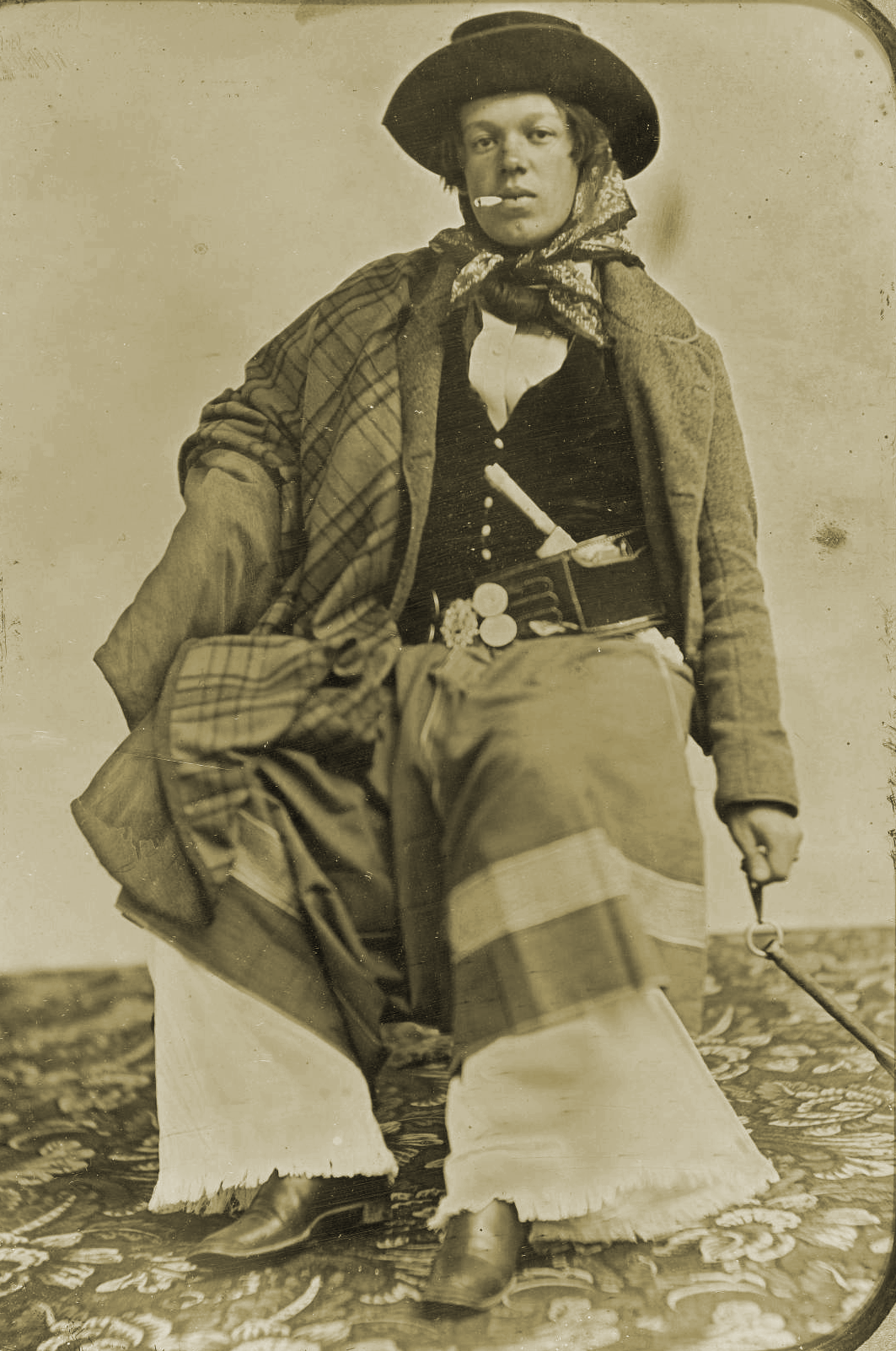
Um gaúcho do século XIX com seu traje típico

Desta maneira, era estabelecido o contexto para a definição da identidade sociocultural do estado, ainda embrionária e desarticulada, e para a formação de uma literatura de caráter regionalista, dita gauchesca, cujos primeiros expoentes serão encontrados entre os membros do Parthenon, que divulgam seus escritos na Revista Mensal e publicam obras independentes. A temática regionalista, de fato, não era exatamente uma novidade e vinha sendo gestada há bastante tempo, embora dispersiva e inconsistentemente. Havia um significativo cancioneiro popular em circulação que enfocava a vida na campanha, alguns historiadores já haviam trabalhado especificidades da história e do folclore local, matérias na imprensa e em revistas como O Guyaba às vezes abordavam esses tópicos e alguns literatos precursores já haviam publicado obras com elementos regionalistas, como Manuel de Araújo Porto-Alegre em Brasilianas (1844), Ana Eurídice Eufrosina de Barandas, em alguns poemas da coleção O Ramalhete (1854) e no conto Fany ou o Modelo das Donzelas (1847), e sobretudo Caldre e Fião, em seu romance A Divina Pastora (1847), mas foi através do Parthenon que o regionalismo seria convertido em um programa definido e seria cultivado literariamente de maneira sistemática.
Neste processo, a imagem do rio-grandense, doravante chamado gaúcho, foi mitificada como uma síntese de valores ideais recolhidos do imaginário farroupilha e do folclore que cercava os índios e os primeiros povoadores: independência, bravura, virilidade, honestidade e honradez, e o alegado caráter guerreiro e heroico do povo foi reverenciado e realçado para colocá-lo como o natural defensor da fronteira sul do Império. Como disse Luis Fernando Beneduzi, para eles o gaúcho era "uma espécie de super-homem, invencível, indomável e que estava sempre pronto para lutar até a última gota de sangue pelas causas justas". Além disso, mais do que se preocuparem com a descoberta e valorização da originalidade da cultura local, havia uma corrente que concebia a província como muito diferenciada do restante do Brasil, quase como uma nação à parte, e por isso merecedora de uma literatura que a representasse e distinguisse adequadamente. Nas palavras de Guilhermino César,
"Através dos seus primeiros editores [da Revista Mensal], a nova corrente se deixou atrair, acima de tudo, pelo passado gaúcho, procurando reviver o guasca largado, o homem livre dos primeiros tempos da conquista, os rebeldes de 1835. [...] Para a região da fronteira, para o seu território banhado de sangue e ações heroicas, foi que se dirigiu a imaginação de Apolinário, de Taveira Júnior, de Múcio Teixeira, de Caldre e Fião, do desventurado Lobo da Costa, de todos, enfim, que tinham algo a dizer sobre a gente pampeana, seus pesares e alegrias. O peão de estância, herdeiro do 'monarca das coxilhas', do herói dos tempos primeiros, o peão que já era agora uma desbotada imagem da liberdade e ousadia do outro, passou a representar para os escritores, por efeito de uma transposição perdoável, o brio, a altivez, a coragem pessoal do antigo senhor das savanas. Ocupou aqui o lugar que coubera ao índio e ao negro na literatura liberal que desde Macedo enfartara as letras do centro e norte do país".

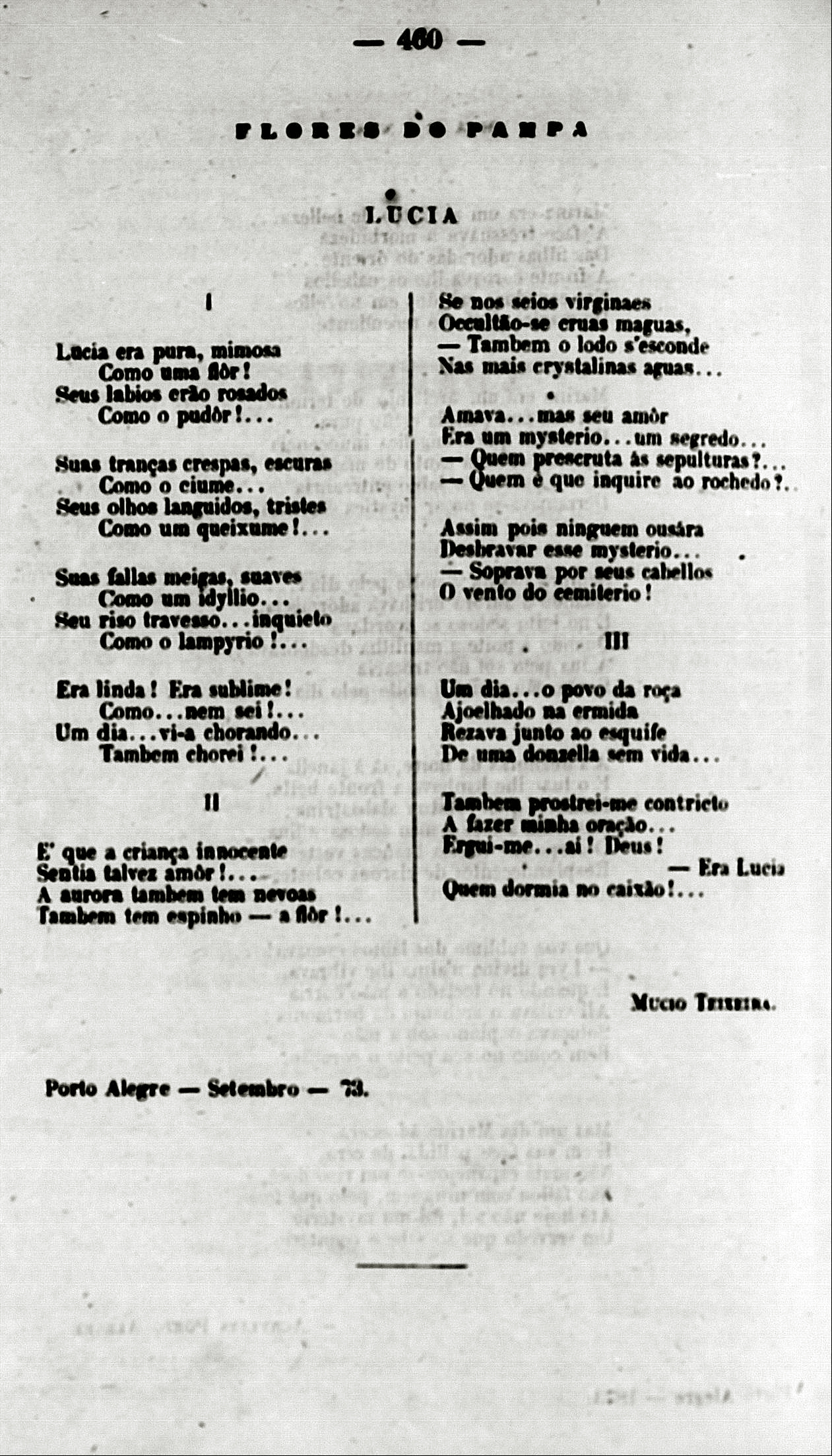
Poema "Lúcia", da coleção Flores do Pampa, de Múcio Teixeira, na Revista Mensal nº 10, outubro de 1873

Contribuiu para isso um tardio florescimento no sul do Romantismo literário, um movimento que tinha entre seus objetivos valorizar o pitoresco, a cor local e a originalidade das tradições e identidades regionais e nacionais, geralmente idealizando seus personagens. No ambiente parthenonista, entendeu-se o regionalismo como uma variante do nacionalismo cultivado pelos românticos de outras partes do Brasil e como um caminho para a conquista da autonomia que desejavam para as letras da província. Segundo Flávio Loureiro Chaves, o surgimento do regionalismo no Rio Grande deve-se em parte ao interesse tipicamente romântico pelo folclore, pela história, pela investigação linguística, problematizando o debate sobre o nacionalismo e conduzindo "à valorização consciente e programática do regional". Para Regina Zilberman, os parthenonistas "realizam de modo acabado a finalidade maior do Romantismo brasileiro, a saber, a arrumação poética do desejo nacional de ver-se reproduzido na literatura. [...] O que José de Alencar empreende no âmbito do país, encontrando para cada indivíduo uma representação heroica no interior do texto literário, alcançam igualmente Apolinário Porto-Alegre e seus companheiros". Nas palavras de Carine Daniel, "o Romantismo gaúcho é uma espécie de compromisso entre o mítico e o documentário. Sobre a realidade observada, paisagem, tipos, costumes, é investida a visualização mítica que a transpõe para o plano de idealidade".
Nas páginas da Revista Mensal apareceram crônicas, poemas, contos e novelas como Serões de um Tropeiro, de Bernardino dos Santos; Tapera, Feitiços d'uns Beijus e O Vaqueano, de Apolinário Porto-Alegre; A Filha do Capataz e Um Farrapo não se Rende, de Vítor Valpírio; Pampeiro, de Augusto Totta; Flores do Pampa, de Múcio Teixeira, e muitas outras do gênero. No entanto, críticos como Athos Damasceno, Moysés Vellinho, Augusto Meyer e Flávio Loureiro Chaves consideram que nesta fase os autores se apropriaram superficialmente de um cenário e seus tipos característicos, dando sem dúvida um forte sabor local aos seus escritos, mas sem que com isso transformassem em profundidade o arcabouço das formas literárias e da estética vigentes no período, muito dependentes ainda de modelos importados, sendo, neste sentido, mais tradicionalistas do que revolucionários. O próprio Apolinário Porto Alegre reconheceria mais tarde essa condição: "Para ser digno da América, teria de recomeçar todos os meus estudos e refazê-los desde a cumeeira até os alicerces, porque chegara à conclusão de que não passara de um manequim da Europa".
Além de ter um forte apelo popular, possuindo elementos passíveis de identificação com o leitor comum, o regionalismo romantizado servia aos interesses da classe política dominante e à elite dos grandes estancieiros, interligando-se à questão da consolidação da identidade rio-grandense, cujo fortalecimento auxiliaria a projeção política da província no cenário nacional, e cujos ideais de liberdade e autonomia se afinavam aos da corrente republicana. Na interpretação de Juarez Fuão, a romantização literária da temática gauchesca teve ainda a vantagem de ampliar o escopo das representações primitivas do gaúcho encontradas entre os primeiros historiadores locais, como Cezimbra Jacques e Alfredo Varela, e que haviam se concentrado nos aspectos científicos e históricos. Com a transposição dos motivos locais para a literatura, onde a verdade científica é relativizada, e principalmente com sua politização e idealização romântica, sua mensagem se tornou mais independente e também mais ideologicamente útil e convincente. Segundo Tau Golin, a associação entre a elite do poder e a elite intelectual estimulava uma troca de favores: os intelectuais faziam a apologia dos valores varonis, guerreiros e patrióticos dos quais os poderosos se julgavam possuidores e guardiãos, e em contrapartida recebiam apoio, prestígio e mesmo empregos no serviço público.

### Educação e moral
No tempo do Parthenon a educação na Província era mal organizada e de baixa qualidade, e mesmo na capital a situação não era muito melhor, um contexto de precariedade reconhecido pelo próprio governo. As primeiras aulas públicas de Porto Alegre foram fundadas em 1820 com apenas três professores. Em 1832 já haviam sido criadas nove escolas públicas elementares no Rio Grande, mas só uma funcionava. Em 1846, segundo relatório do presidente da província, a educação elementar não apresentava um aspecto lisonjeiro, e os pobres frutos obtidos com a instrução secundária, dada sem método, não compensavam os gastos. Havia em Porto Alegre apenas uma aula de Gramática Latina, frequentada por sete alunos; uma de Francês, com trinta alunos, uma de Geometria e Aritmética, com 29, e uma de Filosofia, com dois. Na década de 1850 foi fundado um liceu na capital, mas não dava conta da demanda e a qualidade de seu ensino era considerada baixa. Funcionavam alguns colégios particulares, mas também com resultados fracos, e as reclamações continuavam na imprensa e nas tribunas da Assembleia Provincial. Para ter formação superior era necessário recorrer às academias de São Paulo e Rio de Janeiro, ou mesmo às do exterior, acessíveis apenas a filhos de famílias abastadas. Os deputados promoveram várias reformas no sistema de ensino nessas décadas, mas elas foram sempre controversas e de difícil aplicação, principalmente pela crônica carência de recursos humanos e financeiros. No início da década de 1860 pouco progresso havia sido feito, e em 1865 apenas 35 alunos frequentavam o liceu, e cinco colégios particulares recebiam em conjunto mais de 350 alunos, mas era ainda muito pouco para uma população local de mais de 17 mil habitantes. Em 1872 75,94% da população rio-grandense era analfabeta, e no ano seguinte o liceu de Porto Alegre fechou suas portas.

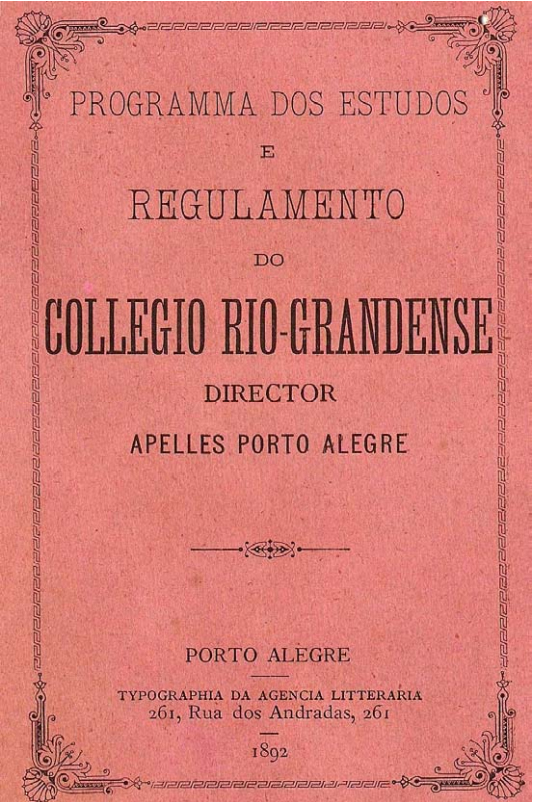
Programa de estudos e regulamento do Colégio Rio-Grandense, fundado em 1870 por Apolinário Porto-Alegre, Apeles Porto-Alegre e Vasco de Araújo e Silva

O Parthenon procurou expandir a cultura da província apoiando ou patrocinando várias escolas elementares e secundárias de Porto Alegre e oferecendo cursos noturnos para adultos com várias disciplinas, que incluíam Língua Portuguesa, Aritmética, Geografia, Língua Francesa, Desenho, Geografia e outras. Além das aulas que mantinha, reconhecidas como de utilidade pública pela Intendência, há indícios de que o Parthenon tinha a intenção de fundar uma academia (universidade), que se tivesse se materializado teria sido a primeira da província. Criou uma biblioteca com 6 mil volumes com importantes obras de Filosofia, História e Literatura, e um museu.
A biblioteca efetivamente abriu para o público e é documentada funcionando pelo menos até 1884, mas sobre o museu há muita incerteza. Não há muita informação disponível sobre ele. Um artigo publicado na revista da sociedade em 1879 dizia que o museu ainda era um projeto, mas já estava bem encaminhado e já havia sido reunido um acervo de mais de 4 mil itens, divididos nas seções de Mineralogia, Arqueologia, Numismática, Botânica e Zoologia, mas aparentemente esperava-se a construção da sua sede própria para pô-lo em pleno funcionamento. A organização estava a cargo de Firmiano Antônio de Araújo, José Bernardino dos Santos, Pedro Soledade e Augusto Rodrigues Totta. É possível que algumas peças tenham sido expostas na biblioteca ou outros espaços em suas sedes alugadas. Se realmente abriu, mesmo que parcialmente, terá sido um dos primeiros da província, mas em 1884 uma notícia dava conta que estava fechado. Sobre o destino do grande acervo reunido nada se sabe ao certo. Talvez fosse recolhido por Apolinário Porto Alegre, em cuja casa manteve uma grande coleção bibliográfica e científica, que no entanto foi saqueada e em grande parte destruída por soldados durante a Revolução Federalista em 1893.
Também foi incentivada a criação de bibliotecas em vários municípios, a fim de ampliar o público leitor, através do seu estímulo diversas escolas públicas e privadas foram fundadas pelo interior da província, mantinha sempre na pauta das discussões a melhoria do sistema de ensino, e desenvolveu planos de educação feminina em larga escala, que no entanto não se concretizaram. Muitos dos membros do Parthenon eram professores e alguns fundaram prestigiadas escolas, como os irmãos Porto-Alegre, Hilário Ribeiro, Vasco de Araújo e Bibiano Francisco de Almeida. Francisco de Paula Soares foi diretor do liceu e Inspetor Geral da Instrução Pública.
Mais do que querer educar, os parthenonistas defendiam todo um novo modelo de sociedade e de progresso, onde os cidadãos seriam instruídos, educados e civilizados, o que só poderia ser conseguido com a extinção dos grande males que viam grassar, como a escravidão, o analfabetismo, o abandono da mulher e a obsolescência das instituições e das políticas em vigor. Neste projeto de civilização estava necessariamente incluída a educação moral da população, onde as mães desempenhariam um papel central como as naturais primeiras mestras, incumbidas de afastar os filhos dos maus costumes, dos vícios, da corrupção e da vida dissipada, fortalecer-lhes o caráter e incentivá-los, como bons cidadãos, para o cumprimento voluntário das suas obrigações cívicas, patrióticas e filantrópicas, temas abordados repetidamente nas sessões da entidade e nos artigos da Revista Mensal. Na visão dos parthenonistas, oferecer bons modelos de conduta era uma das funções mais importantes da literatura. Para alguns a religião também poderia ser uma boa mestra, mas havia opiniões divergentes sobre seu papel e utilidade, e a reputação moral do clero católico gaúcho da época em geral era baixa. Apesar dessa preocupação, dirigida principalmente à juventude, na ideologia propagandeada pelo Parthenon e apoiada pelas elites política e econômica, considerava-se que o Rio Grande do Sul era um celeiro da virtude e da honradez, e cabia aos jovens simplesmente imitar o exemplo dos mais velhos e dos heróis, como mostra um texto de Caldre e Fião:
"Alguns historiadores têm querido que o clima só por si forme o Rio-Grandense tão austero em costumes, tão forte e constante em combates, tão bom e fiel amigo na sociedade e tão vingativo e implacável inimigo quando é ofendido, como ele é atualmente descrito por todos os estrangeiros que têm observado seus hábitos e seus usos e que têm atravessado as plagas que ele habita; mas quanto a mim, que já me considero com algumas propriedades e quesitos necessários ao historiador, suponho dever atribuir-lhe muitas dessas coisas à sua alimentação e educação moral. O Rio-Grandense aprende, desde os seus primeiros passos, a respeitar os mais velhos, a ser amigo, a desprezar o covarde e a vingar-se do inimigo; guarda fiel os usos que lhe foram transmitidos por seus pais e julgar-se-ia desonrado se um dia deixasse de cumprir os preceitos de seu evangelho. O evangelho da moral Rio-Grandense não é escrito, é tradicionário, mas apesar disso, ainda não foi alterado em um só de seus artigos: para sabê-lo, in totum, é necessário ser Rio-Grandense e viver muitos anos naquela divisão política do Império que chamamos Província do Rio Grande do Sul".
Uma consequência direta da percepção da literatura provinciana como precária e incipiente, e da leitura como dependente de autores de fora, foi a ênfase na criação autóctone. Embora a leitura de obras de literatos e filósofos famosos do Brasil e exterior fosse incentivada, desejava-se tornar a criação literária uma prática rotineira no Rio Grande do Sul, o que se ligava diretamente ao incentivo dado à educação do povo como a base sobre a qual aquela rotina poderia ser construída.

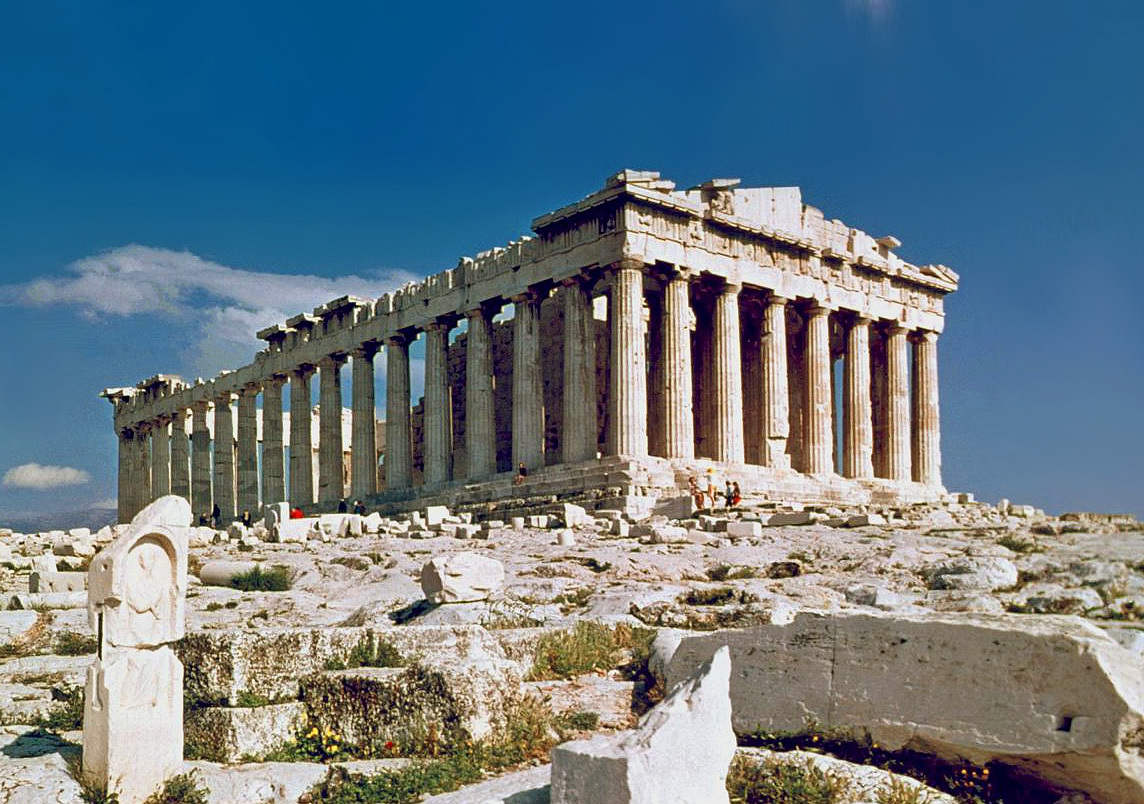
O Partenon de Atenas

Seus objetivos educativos e civilizatórios estavam embutidos na própria denominação da sociedade. O Partenon, dedicado à deusa Atena, é o nome do principal edifício da Acrópole de Atenas, cidade tradicionalmente consagrada como um dos berços da civilização ocidental. Segundo Schnorr & Rosa, "relacionar uma associação literária a uma divindade reconhecida por sua sabedoria, inteligência e prudência parece fazer jus ao projeto dos parthenonistas de lutar contra a ignorância da população rio-grandense, em sua maior parte composta por indivíduos analfabetos". Conscientes das carências do meio, assim como estavam conscientes do seu próprio preparo superior, viam a si mesmos não só como construtores da literatura rio-grandense, mas como heróis, destinados a travar uma batalha incessante e sofrer tormentos infinitos para vencer gigantes obstáculos. Ao mesmo tempo, tentavam equiparar a bravura nas artes militares às conquistas da luta intelectual, numa terra que não dispunha de bibliotecas nem de boas escolas (e nenhum curso superior), onde as proezas nas armas e nas tribunas políticas sempre haviam ganhado os maiores louvores. A Revista Mensal está cheia de editoriais e artigos carregados de uma florida retórica triunfalista e messiânica, bem de acordo com o gosto romântico da época e com as visões de seus fundadores. Um exemplo desse discurso aparece na apresentação do Programa do Parthenon, escrito por Apolinário Porto-Alegre e publicado na primeira edição da Revista Mensal, do qual seguem alguns trechos:
"O dia 18 de Junho de 1868 marcou uma grande época. Ergueu-se um monumento. Os alicerces foram lançados sob os auspícios de horrenda tempestade. Parecia que terra e céus conspiravam contra uma ideia em sua sublime realização. Havia tudo a vencer, tudo a criar sem o sorriso lisonjeiro da esperança, sem as cambiantes de amena aurora, sem uma palavra de animação! Os alvanéis do Parthenon eram apóstolos d'uma crença, como o foram Cefas e Paulo; a uns e outros assistiu a mesma energia moral. O culto às letras constitui também uma religião e, como toda a religião, não deixa de ter: um coliseu de martírio, uma coroa de espinho e uma apoteose sobre a lápida que revestí-lo. O dia 18 de Junho abriu o ciclo literário na província, que até então, não pudera reunir um núcleo, onde a luz civilizadora se concentrasse sobre o verdadeiro, o bem e o belo. [...] A geração, que encontramos ao transpor os umbrais da existência, tenha para a planta do nosso amor ao menos um sorriso que a vivifique, um vislumbre de animação, que, como o orvalho das noites, lhe inocule seiva e vigor, dando-lhe beleza e graça, fazendo a produzir flores balsâmicas e frutos doirados. A semente está lançada nos camalhões da literatura. Deem-lhe cuidos, e em breve, gemando a folhagem ao sol do favoneio público, há de ressarci-lo cabal e latamente. Se algum espirito cético então surgir, com Hamlet, lançando-lhe um riso de sarcasmo, um olhar de dúvida, temos por única resposta ao arúspice de infortúnio, só duas palavras de S. Agostinho: Tole, lege. Erga-se e leia. São as primícias da mocidade rio-grandense, que, arcando em extrema luta contra a indiferença geral, tem ódio para o passado, coragem para o presente e esperança para o futuro".

### Emancipação da mulher
A integração das mulheres na vida social foi uma das preocupações do Parthenon desde o começo. Na época o papel das mulheres estava confinado à esfera doméstica. Deviam ser principalmente boas esposas e boas mães, sempre submissas à liderança masculina. Tinham algum espaço em atividades culturais, sendo admissível que se tornassem professoras, e a posse de talentos artísticos, como o domínio do canto e do piano, era tida como um sinal de virtude e boa educação, mas era acima de tudo vista como um ornamento social, próprio apenas para exibição em saraus semi-públicos onde deveria imperar o recato. Havia sem dúvida um grande número de mulheres ocupadas no operariado e em trabalhos servis, que também pouco tinham voz, mas sua participação na política e em atividades eminentemente intelectuais era sempre desencorajada, e se pensava que por sua própria natureza não tinham nem capacidade nem inclinação para o abstrato e para o político. Se fossem virtuosas podiam ser endeusadas como "anjos do lar", mas acreditava-se que tinham uma natureza passional e sentimental e um espírito inconstante, temia-se que sua sexualidade escapasse ao controle, e deviam renunciar a qualquer pretensão de comando. Mulheres não votavam, e mesmo o ofício do magistério, embora incentivado como honroso e natural das mulheres, não escapava dos preconceitos. Como disse Regina Zilberman,
"Destinar as mulheres ao magistério resolvia vários problemas: justificava a necessidade de educá-la; solucionava o problema da falta de mão-de-obra para o magistério, profissão pouco procurada por mal remunerada; não carecia melhorar os proventos, porque o salário da mulher não deveria ser superior ao do homem, e sim adicional. Essas razões estavam recobertas por outras, de caráter ideológico: idealizava-se a professora, chamando-a de mãe e, assim, sugerindo que, ensinando, ela continuava fiel à sua natureza maternal; negava-se o elemento profissional da docência, porque a sala de aula convertia-se num segundo lar; ensinar não seria problema, porque não era trabalho, e sim extensão das tarefas domésticas, o que sustava o eventual pendor emancipatório que essa atividade poderia conter e não contradizia a índole machista da sociedade patriarcal brasileira; e permanecia intocada, e também idealizada, a associação mulher-esposa-mãe, mesmo quando estivesse fora de casa, ganhando o modesto pão de cada dia".
Os parthenonistas não tinham uma posição consensual a respeito da questão feminina, mas em geral reconheciam que as mulheres estavam abandonadas e que seu potencial no projeto de construção nacional era mal aproveitado, pensando que a sua pobre participação na comunidade se devia acima de tudo a uma educação deficiente, voltada apenas às prendas domésticas. Para remediar essa situação, acompanhando o posicionamento de outros pensadores da época, propunham que uma educação aprimorada refinaria seus espíritos, controlaria suas paixões e as afastaria das frivolidades direcionando sua atenção a temas morais e elevados, e lhes daria mais condições de auxiliar os maridos, preparar melhor seus filhos e formar cidadãos verdadeiramente patriotas e dedicados aos interesses públicos, mas ainda concebiam a mulher essencialmente como destinada ao lar e carente da constante orientação masculina. Um artigo de Apolinário Porto-Alegre na Revista Mensal é um bom exemplo da opinião masculina sobre as mulheres no fim do século XIX, quando convidou-as a lerem a revista e apreciar os textos açucarados que se lhes destinavam:

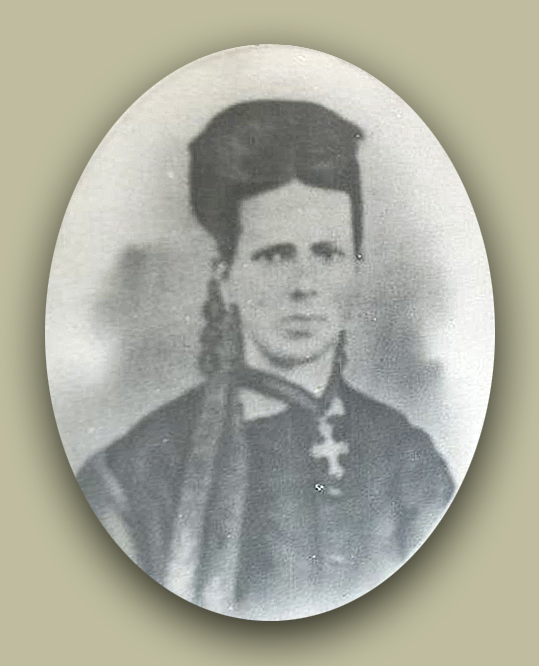
Luciana de Abreu, destacada membro da sociedade, defensora da causa feminina. Seu retrato mostra a cruz de ouro que recebeu do Parthenon em 1873, a maior distinção conferida pela sociedade.

"Sim, a Revista é para vós criaturas sublimes, inimigas juradas das fórmulas secas da ciência e da álgebra dos princípios. [...] Filhas d'um enlevo poético de Deus, amantes apaixonadas por instinto e por afinidade das flores, quereis vê-las desabrochar até no estilo. [...] Quando quiserdes compreender o supremo arquiteto do mundo, não é por certo nas sábias dissertações dos doutores da Igreja, nem no argumento musculoso da filosofia, é na aurora que desponta, na campina que floresce e no céu que rutila, é antes nas melodias melancólicas de Lamartine ou Chateaubriand".
O Parthenon admitiu em suas fileiras diversas mulheres, pelo menos doze são registradas participando de suas atividades, entre elas Luísa de Azambuja, Amália dos Passos Figueroa e Revocata Heloísa de Melo, mas a maior expoente foi Luciana de Abreu, dotada de qualidades invulgares e protegida por Caldre e Fião. Foi a primeira mulher a ser admitida em uma sociedade literária no Brasil, e a primeira que subiu em uma tribuna pública para expressar suas ideias. Órfã, adotada por família humilde e dedicada intensamente ao estudo, tornou-se poetisa, grande oradora e destacada professora pública, e sua vida de esforço era admirada. Alinhava-se à proposta educativa geral dos parthenonistas, mas ia além. Defendia a perfeita igualdade dos gêneros em suas capacidades de inteligência e sensibilidade, não se acomodava ao papel submisso e doméstico que lhes era reservado, queixava-se da injustiça inerente ao tratamento diferenciado, e advogava que às mulheres devia ser reconhecida a capacidade de liderança, e que tinham o direito de chegar aos cursos superiores e governar livremente suas próprias vidas escolhendo as profissões para as quais se sentissem inclinadas. Suas falas causaram viva impressão, de acordo com relatos da época repercutiram em toda a cidade, foram motivo para receber homenagens e presentes, e sua biografia foi publicada na Revista Mensal, mas de fato neste ponto cessava o feminismo dos parthenonistas, que em sua maioria não admitiam conceder tamanha independência às mulheres. Foram exceções nessa posição Bernardino dos Santos, que apoiava uma equiparação plena entre os sexos, e em parte Caldre e Fião, que propunha um modelo educativo mais amplo, tendo apresentado em 1854 para a Assembleia Provincial um completo projeto de educação feminina onde cada mulher receberia educação adequada à sua posição social, e que incluía a criação de escolas rurais para meninas pobres, onde aprenderiam vários ofícios, mas o projeto não foi adotado.
Segundo Cássia Silveira, passado o entusiasmo inicial, os parthenonistas acabaram por entrar em divergências a respeito de como interpretar o discurso de Luciana, e no final suas ideias e projetos foram ofuscados e esquecidos, impondo-se o modelo emancipacionista domesticado e patriarcal sustentado pela maioria, onde se incluía Apolinário, o influente líder do grupo. Seu exemplo, contudo, marcou a cultura local, e hoje é lembrada como uma das pioneiras do feminismo no Rio Grande do Sul.

### Abolicionismo

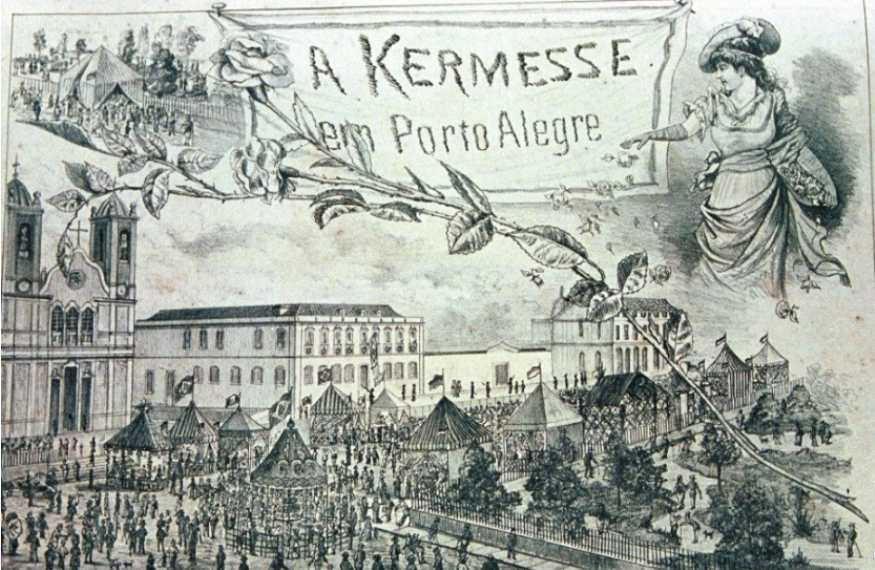
Ilustração da quermesse abolicionista promovida em 1884 pelo Centro Abolicionista do Parthenon Litterario e pela Câmara Municipal

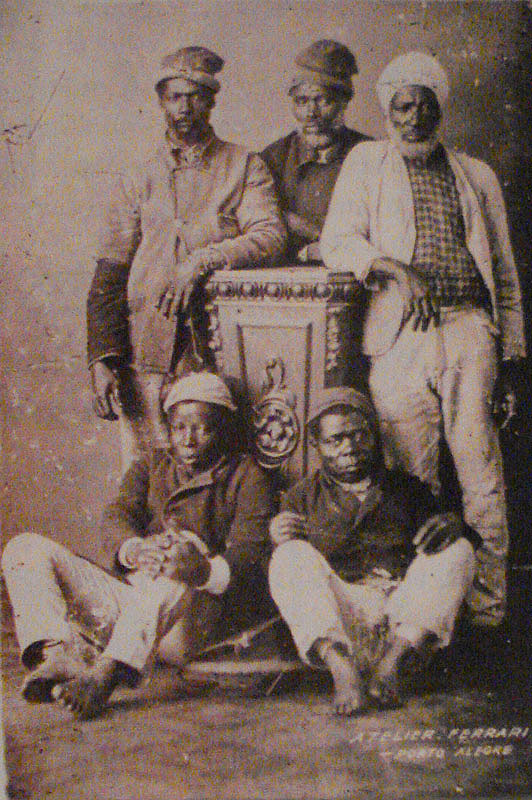
Negros de Porto Alegre em 1884, após sua libertação.

Os parthenonistas viam a escravidão como um crime contra a humanidade e como um fator de atraso no processo civilizador, propondo um modelo econômico-social baseado no trabalho livre e na educação dos ex-escravos, e participaram ativamente do movimento abolicionista, frequentemente usado esta bandeira também como pretexto para atacar a monarquia e suas instituições, consideradas obsoletas. Em 1869, dizendo-se inspirados nas atividades do Parthenon, o Diretório Liberal e o Conde de Porto Alegre criaram a Sociedade Libertadora, que conseguiu angariar fundos para libertação de pelo menos 50 crianças escravas. Em setembro de 1883 dois membros do Parthenon, Joaquim de Salles Torres Homem e Júlio César Leal, que integravam a Seção Abolicionista, fundaram uma entidade paralela, o Centro Abolicionista de Porto Alegre, sob a presidência do coronel Joaquim Pedro Salgado, e assumiram a liderança na campanha de libertação dos escravos na cidade. Todos os partidos políticos e a Câmara Municipal encamparam a ideia. Publicavam artigos na imprensa e organizaram a chamada "jornada abolicionista", levada a efeito entre 12 e 18 de agosto de 1884, quando foram criadas comissões para percorrer os bairros e arrabaldes da capital, passando de casa em casa e persuadindo os senhores de escravos a alforriar seus cativos. O Centro Abolicionista e a Câmara organizaram grandes festejos entre 6 e 8 de setembro, com cerimônias públicas que contaram com a presença das mais altas autoridades estatuais e municipais, paradas cívicas e quermesses destinadas a angariar fundos.
Contudo, havia sérias divergências entre os liberais, os conservadores e os republicanos na maneira como a libertação deveria ser conduzida, e a polêmica se estendia para dentro do Parthenon, mas havia uma preocupação geral de que sem um controle os libertos tenderiam a cair na vagabundagem e no crime. Estava embutida nesse processo uma ideologia artificiosa, que pregava a existência no estado de uma espécie de camaradagem pacífica entre senhores e escravos, os quais, segundo o discurso dominante, eram bem tratados, enfatizando o caráter alegadamente benevolente da elite e a ausência de conflitos sociais. Sabe-se hoje que a situação era bem diferente. Alguns membros do Parthenon, como Alberto Coelho da Cunha e Apolinário Porto-Alegre, tinham uma visão clara sobre o assunto, denunciando os preconceitos de cor e o tratamento cruel que os negros recebiam, mas, naquele contexto, a tendência dominante foi criar um mecanismo de liberdade condicionada, onde os libertos seriam obrigados a prestar serviços aos seus antigos senhores por até sete anos, embora nominalmente estivessem livres, porque, como disse o presidente da província, Rodrigo de Azambuja Vilanova, "os libertos hão de preferir em sua grande maioria acompanhar os seus antigos benfeitores, porque no Rio Grande do Sul a escravidão foi sempre uma instituição familiar, participando o escravo de todas as vantagens dos senhores, aos quais devem estar hoje presos pelos laços de gratidão e de cuja inteligência e experiência não podem prescindir". De toda forma, como resultado da campanha, todos os escravos da cidade foram libertos em setembro de 1884, quatro anos antes da assinatura da Lei Áurea.

## Legado
É um consenso entre os historiadores que a fundação do Parthenon constituiu um divisor de águas no campo lítero-cultural do estado, e que sua atividade se revestiu de uma importância ímpar em seu tempo, mas também parece ser um consenso que essa importância reside principalmente na fundação da literatura de caráter regionalista e em seu papel genérico de dinamizadores culturais, uma vez que os frutos da sua produção especificamente literária, em termos estéticos e artísticos, ainda que de acordo com tendências da época, desde meados do século XX em geral têm sido considerados pobres, com poucas exceções. O Parthenon também esteve na vanguarda do movimento abolicionista estadual, exerceu relevante atividade política e educativa, e foi um pioneiro no processo de equiparação dos gêneros ao admitir e prestigiar as mulheres, embora de maneira limitada. A bibliografia crítica sobre ele é substanciosa, mas segundo Luciana Boeira ainda não contemplou em profundidade todos os seus aspectos relevantes, estando concentrada no estudo do seu papel no campo literário e do seu impacto histórico.
Para Athos Damasceno, a sociedade promoveu "o desentorpecimento de todo o aparelho institucional, em benefício do progresso do Rio Grande. E aí se surpreendem os primeiros sinais dessa nova fase de nossa História"; "e não apenas irá atuar vincadamente em nosso meio, intervindo em todas as esferas da vida rio-grandense, como será o ponto de partida, a origem de novas sociedades literárias que, no decorrer dos últimos trinta anos da centúria hão de construir-se, transmitindo umas às outras as responsabilidades do processamento de nossa cultura, seu sentido e seus objetivos". Para Luciana Boeira foi "o caso mais bem sucedido de associativismo cultural do Rio Grande do Sul no século XIX"; segundo Camila Vellinho, "nenhuma sociedade congênere tivera, até então, em qualquer centro cultural do país, a importância nem a duração do Partenon. Antes da Academia Brasileira de Letras, fundada muito depois, o Partenon Literário foi, sem dúvida, a associação que revelou maior vitalidade no quadro geral da literatura brasileira"; para Flávio Loureiro Chaves seu aparecimento foi "um marco decisivo da história da literatura do Rio Grande do Sul", a mesma opinião de Regina Zilberman: "O início efetivo da literatura no Rio Grande do Sul coincide com a atuação desses escritores que tomaram parte nesta agremiação. [...] É com os membros do Partenon Literário que o esforço em prol do fortalecimento da literatura local, através da concretização de um circuito de produção e consumo de obras, é mais bem sucedido". Na síntese de Maria Eunice Moreira,
"A proposição de mecanismos eficazes para a concretização de suas metas, a descoberta e a divulgação de autores e obras, a formação de um público leitor não só na capital, mas no interior, associados à sua longa duração, conferiram à sociedade um papel mítico na história da literatura riograndense. Reunidos pelos ideais republicanos e aglutinados por princípios políticos comuns, quais sejam, a república e a abolição da escravatura, a geração do Partenon Literário, como ficou conhecido esse grupo de intelectuais, provocou uma verdadeira revolução numa Província geralmente mais sacudida pela guerra do que pelas letras. [...] O Partenon Literário assume uma função especial, pois seus agremiados são homens engajados com os ideais políticos da classe dirigente do Rio Grande e, ao mesmo tempo, é ainda esse grupo quem produz e divulga o material literário capaz de representar e conformar os anseios da comunidade onde está inserido. Organizando a vida literária no extremo do Brasil, os partenonistas colaboraram para sustentar a própria elite republicana no poder: artistas na criação, políticos na ideologia, mas, sobretudo, construtores da sociedade rio-grandense, o Partenon Literário conjugou finalidades literárias e políticas, do que resulta sua importância para a compreensão de um período histórico e para o estudo do nascimento da literatura do Rio Grande. Ler as narrativas escritas por esses primeiros escritores é, portanto, ler as páginas iniciais da formação do Estado e da gênese do seu processo literário".

## Refundação
Depois de 112 anos, a Sociedade Partenon Literário reiniciou as suas atividades em 10 de julho de 1997, a partir de um grupo de intelectuais interessados em prosseguir com os postulados dos próceres de 1868, contando com o incentivo de Serafim de Lima Filho, Cláudio Pinto de Sá e Frei Aquylles Chiapin. A luta por uma sede própria continua, e atualmente mantém um escritório administrativo na rua Plácido de Castro. As reuniões ocorrem mensalmente na Assembleia Legislativa. Juridicamente, no entanto, apesar de dizer-se que a sociedade reiniciou as suas atividades em 1997, o que houve, na verdade, foi uma refundação. Assim como os sócios antigos, os atuais não estão presos ou subordinados a qualquer tipo fechado de literatura ou expressão artística. Entre eles, incluem-se juristas, poetas, prosadores, artistas plásticos, jornalistas, músicos e atores. Em 2016 tinha 195 sócios. São programadas palestras, conversas informais, saraus, seminários e exposições, além de manter uma série de publicações. O novo Partenon mantém uma ligação forte com a antiga entidade, mas não é exclusivamente memorialista e estabeleceu um compromisso com o presente e o futuro. Segundo o presidente Benedito Saldanha, "a grande causa do Partenon de hoje é mesmo o incentivo à leitura e a formação de leitores". A entidade já lançou várias coleções, além da tradicional Revista do Partenon Literário, agora em formato de livro. São elas:
- Coletânea do Partenon Literário, com edições comemorativas;
- Coleção Autores Reunidos, antologia para sócios e não-sócios, destinada a valorizar talentos emergentes;
- Coleção Prata da Casa, reunindo obras de grande envergadura de sócios;
- Coleção Nossas Letras, antologia destinada aos sócios;
- Coleção Letras Jurídicas;
- Coleção Palestras do Partenon;
- Coleção Arquivo e História, antologias institucionais para registro das ações e dos atos de cada gestão;
- Coleção Edição Especial, cobrindo produções criadas para efemérides.

Em 2005 o Partenon Literário foi declarado de utilidade pública pela Câmara Municipal de Porto Alegre, e em 2008 o Governo do Estado promulgou lei declarando-o Patrimônio Histórico e Cultural do Estado. Em 2010 a Câmara de Porto Alegre concedeu-lhe o Diploma Honra ao Mérito, homenageando seu papel como instituição pioneira da literatura gaúcha e marco da formação cultural do estado. Em 2016, por iniciativa do Círculo de Pesquisas Literárias e com o apoio da Coordenação da Memória Cultural da Prefeitura de Porto Alegre, foi instalada na Praça da Matriz uma réplica da placa comemorativa do centenário da fundação. Em 2018, nas comemorações do seus 150 anos de fundação, recebeu homenagem do Plenário do Senado Federal.

## Lista de membros da sociedade no século XIX
O número dos integrantes do Parthenon original é incerto, sendo conhecidos pelo menos 164 membros. Segue uma listagem compilada principalmente por Guilhermino César, complementada por outras fontes.
- Afonso Henrique de Oliveira Duarte[c]
- Afonso Luís Marques
- Alberto Coelho da Cunha (Vitor Valpírio)
- Alexandre Bernardino de Moura
- Alfredo Clemente Pinto[e]
- Alfredo de Freitas Chaves
- Alfredo de Miranda e Castro[c]
- Alfredo Luís de Melo
- Amália dos Passos Figueiroa
- Amélia de A. Sousa[e]
- Ana Saboia Viriato de Medeiros[e]
- Antão Gonçalves de Faria[c]
- Antônio Antunes Ribas
- Antônio Ferreira das Neves
- Antônio Palmeira
- Apeles Porto Alegre
- Apolinário Porto Alegre
- Apolinário Teixeira
- Aquiles Porto Alegre
- Argemiro Galvão
- Artur Candal
- Artur de Lara Ulrich
- Artur Rocha
- Augusto Ernesto Estrela de Villeroy
- Augusto Guanabara Ferreira da Silva
- Augusto Rodrigues Totta
- Aurélio de Lima Py
- Aurélio Veríssimo de Bittencourt
- Avelina Barém[e]
- Benjamin Flores[d]
- Benjamim Villas Boas
- Bernardo Taveira Júnior
- Bibiano Francisco de Almeida
- Cândida Isolina de Abreu[e]
- Carl Jansen[f]
- Carlos Barrão
- Carlos Barth
- Carlos da Gama Lobo d'Eça[c]
- Carlos de Lavra e Pinto
- Carlos Augusto Ferreira
- Carlos Eugênio Fontana
- Carlos Thompson Flores
- Carlos von Koseritz
- Clarimundo Santos[a]
- Crescentino de Carvalho
- Cristiano Kraemer
- Dionísio Monteiro
- Domingos Vanzelotti
- Eduardo Salomé
- Elpídio Lima
- Enéas Furtado
- Érico da Costa
- Ernesto dos Santos Paiva[c]
- Ernesto Silva
- Estulano de Melo
- Eudoro Berlink
- Felipe Nery
- Fernando Ferreira Gomes
- Fernando Luís Osório
- Firmiano Antônio de Araújo
- Francisco Antunes Ferreira da Luz
- Francisco Borges de Freitas[c]
- Francisco Cunha
- Francisco da Natividade Franco
- Francisco de Paula Soares
- Francisco Isidoro de Sá Brito
- Francisco Xavier da Cunha
- Franklin Ferreira
- Frederico Ernesto Estrela de Villeroy
- Frederico Lara
- Gabriel Fay
- Gaspar Guimarães
- Geraldo de Faria Corrêa
- Germano Hasslocher[c]
- Graciano Alves de Azambuja
- Gustavo César Viana Filho
- Hilário Ribeiro
- Homero Batista
- Horácio Maisonette
- Inácio de Vasconcelos Ferreira
- Israel Azambuja
- Jaime de Almeida Couto[c]
- Joana Manoela Gorriti[e]
- João Batista Pereira Souto
- João Capistrano de Miranda e Castro Júnior
- João Carlos Ratto[c]
- João Carvalho de Barcelos
- João Damasceno Vieira Fernandes
- João da Cunha Lobo Barreto Filho
- João de Freitas e Castro
- João José Rodrigues da Silva
- João Lins dos Santos Cardoso de Menezes[c]
- João Manuel de Araújo Ramalho
- João Moreira da Silva
- Joaquim Alves Torres
- Joaquim de Salles Torres Homem[b]
- Joaquim Francisco de Assis Brasil
- Joaquim Gonçalves Chaves
- Joaquim José Teixeira de Azevedo Júnior
- Joaquim Moreira
- Jorge Pereira da Costa
- Joaquim Pedro Salgado[c]
- José Antônio do Vale Caldre e Fião
- José Bernardino dos Santos
- José de Noronha Nápoles Massa (cônego)
- José de Sá Brito
- José Gonçalves Viana (cônego)
- José Teodoro de Sousa Lobo
- José Tomé Salgado
- Júlio César Leal
- Júlio César Ribeiro de Sousa
- Júlio de Castilhos
- Juvêncio Augusto de Menezes Paredes
- Leopoldo de Freitas
- Luciana de Abreu
- Lúcio Brasileiro Cidade
- Lúcio Porto Alegre
- Luís Alves Leite de Oliveira Belo
- Luís de França Almeida e Sá
- Luís Kraemer Walter
- Luís Motta
- Luísa de Azambuja
- M. Alves de Paula
- Manuel Corrêa da Silva Neto
- Manuel Gomes Viana
- Manuel José Gonçalves Júnior
- Manuel José Soeiro Júnior
- Manuel Miller
- Manuel Pereira da Silva Ubatuba
- Manuel Ribeiro de Andrade e Silva
- Manuel Veloso Paranhos Pederneiras
- Maria José Coelho[e]
- Maria Luísa Leal[e]
- Miguel de Werna
- Miguel Pereira de Oliveira Meireles
- Múcio Teixeira
- Napoleão Poeta
- Nicolau Vicente Pereira
- Norberto Antônio Vasques
- Padre Teixeira
- Pedro Antônio da Silva Horta
- Pedro Antônio de Miranda
- Pedro Tude da Costa Ferreira
- Ramiro de Araújo
- Revocata Heloísa de Melo
- Sebastião Horta
- Sebastião Leão[e]
- Silvino Vidal[a]
- Sousa Motta
- Teodoro de Miranda
- Terêncio de Miranda
- Timóteo Faria Corrêa Filho
- Tito Peixoto
- Tollone Júnior
- Trajano César
- Vasco de Araújo e Silva
- Vasco de Azevedo e Souza
- Vasco Pinto Bandeira Filho
- Vitorino de Azevedo
- Vitorino José dos Santos
- Zeferino Vieira
- Zulmira da Silveira[e]

Notas
- ↑[a]  Listagem complementada por Athos Damasceno.[44]
- ↑[b]  Listagem complementada por Maria Angélica Zubaran.[122]
- ↑[c]  Listagem complementada na imprensa, A Federação, 19 de janeiro de 1885, eleição de nova diretoria
- ↑[d]  Listagem complementada na imprensa, A Federação, 9 de maio de 1892, reativação do Parthenon
- ↑[e]  Listagem complementada por Mauro Póvoas.[141]
- ↑[f]  Listagem complementada por Klaus Becker.[142]